# 인천광역시의 역사

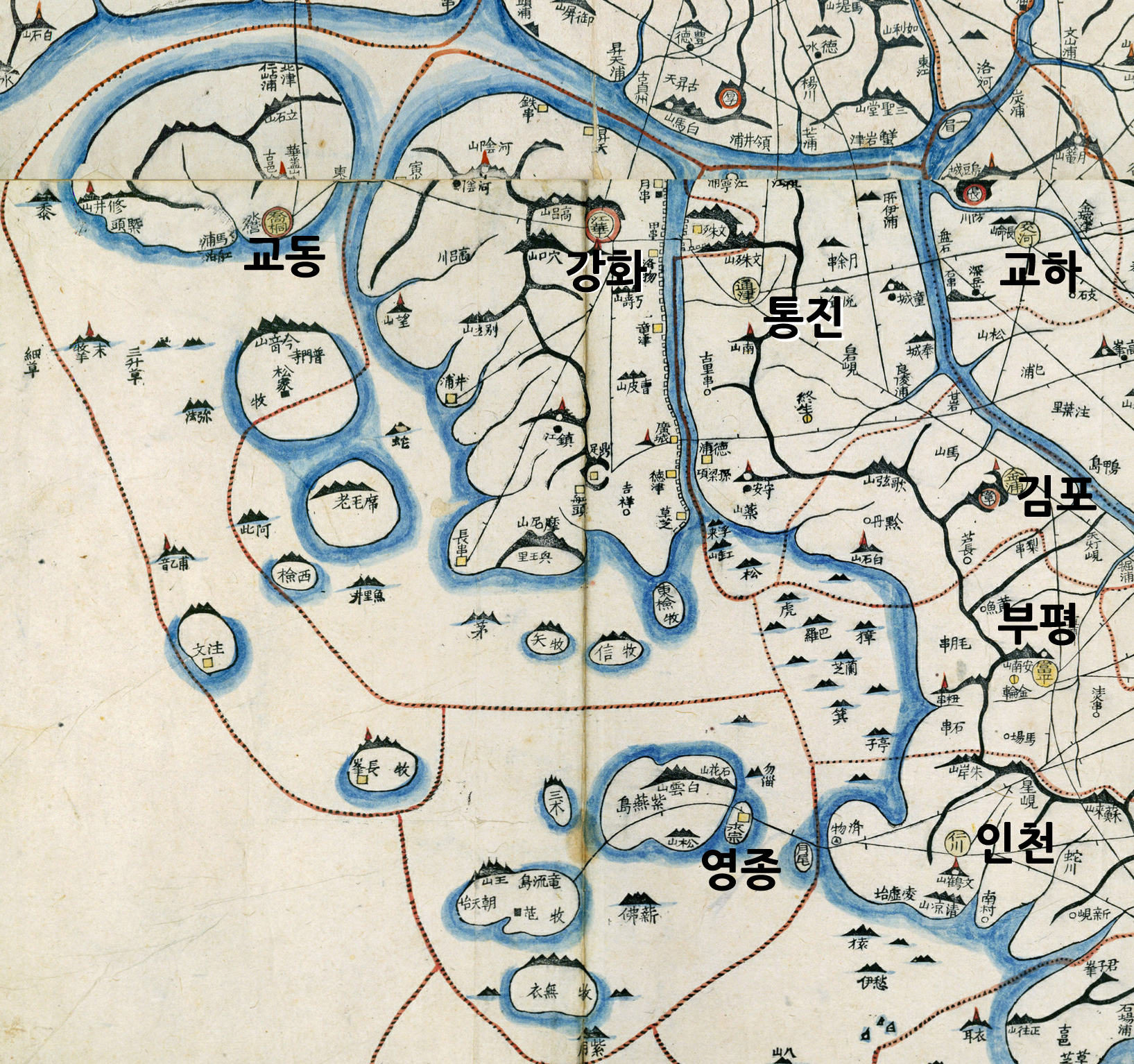
대동여지도에 그려진 인천 부근

인천광역시의 역사는 선사시대인 구석기 시대로 거슬러 올라간다. 원삼국시대에 미추홀이 있었다고 추정되며, 삼국 시대에 고구려의 영토가 된 뒤로는 매소홀현(買召䑸䎱)으로 불리다가 다시 신라의 영토가 되었고 경덕왕이 소성(邵城)이라 이름지었다. 고려 시대에는 수도인 개성에 인접한 해안 지역으로서 해양 교통의 요충지 역할을 하였으며, 왕성을 보호할 목적으로 안남도호부(安南都護府)를 오늘날 부평인 수주(樹洲)에 두었다. 안남도호부는 시흥, 양천, 통진, 김포, 그리고 원인천(原仁川) 지역이라 할 수 있는 소성현(邵城縣)이 속해 있었다. 소성현은 고려 왕실의 외척을 배출하여 계속하여 지위가 격상되었는데, 고려 숙종대에 경원군(慶源郡)으로 승격되었고, 인종대에는 인주(仁州)로, 공양왕 대에는 경원부(慶源府)로 승격되었다. 그러나, 조선이 개국한 후 태조는 다시 인주로 격하하였고, 태종이 고을 사이의 서열을 정비하면서 인천으로 격하하여 오늘날의 이름을 얻게 되었다.
세조 5년 인천에 도호부를 두었다. 병자호란 이후 효종은 강화도로 들어가는 우회로를 확보하기 위해 제물진을 구축하였다. 숙종 때에 이르러 제물진 앞 월미도에 행궁을 설치하고 방어를 강화하였다.
병인양요, 신미양요와 운요호 사건을 거치면서 인천은 외세와 직접 대면하는 곳이 되었다. 제물포조약이후 6년이 지나 제물포가 개항되고 청나라와 일본의 조계지와 서양 여러나라의 영사관이 제물포에 들어서게 되었다. 그리고 관교동(문학동)에 있던 인천의 중심지가 개항에 따라 사실상 제물포로 옮겨지게 되었다. 제물포를 통한 교역 대상국은 청나라가 압도적이었으나 청일전쟁 이후 일본이 주도권을 쥐게 되었다. 1906년 인천 내항을 축조하여 항구를 확장하였고, 일제강점기에 이르러 인천은 일제 식민 통치의 중요한 항구가 되었다. 중일전쟁 이후에는 계속되는 전쟁을 수행하기 위한 군수산업단지의 역할을 하였다. 일제 강점기 시기에 일본은 인천 곳곳의 지명을 일본식으로 바꾸었다. 해방 이후 ‘정명개정위원회’(町名改正委員會)가 구성되어 일본식 이름을 소거하였으나 지금도 만석동, 송도와 같은 이름이 남아있다.
1945년 9월 8일 제2차 세계대전이 끝나고 미군이 인천을 통하여 상륙하였다. 1950년 9월 15일 있었던 인천상륙작전은 한국 전쟁의 국면을 크게 전환하였다. 수세에 밀렸던 대한민국은 이 작전을 계기로 공세로 전환하여 북진할 수 있었다. 60년대와 70년대를 거치면서 인천은 수도권의 주요 수출입 항만이 되었다. 산업화가 진행됨에 때라 인천항은 계속하여 확충되었고, 인천 내항이 맞고 있던 역할은 북항, 연안부두, 남항 등지로 분산 이전되었다. 이로 인해 내항 앞에 형성되어 있던 인천 차이나타운의 화교들은 경제 침체를 맞기도 하였다. 한편, 인천 각지에는 공업단지가 조성되었다.
오늘날 인천에 속한 행정구역은 근대 이전까지 전통적으로 서로 다른 지역사를 갖는 여러 지방이 묶여 있다. 원래의 인천은 지금의 인천광역시 남부와 경기도 시흥시 북부 일대였고, 그 중심지는 인천도호부가 있던 문학산을 중심으로 한 미추홀구 남부(옛 인천도호부 부내면) 일대였고, 개항 이후 인천의 중심지는 제물포 지역으로 이동되었다. 이후 부평과 강화 등이 차례로 인천으로 편입되었다. 오늘날 인천은 8개의 구와 2개의 군으로 이루어져 있으며 2013년 기준 인구는 약 293만명이다.

## 지역
오늘날 인천광역시는 근대 이전에 생활권을 달리하던 여러 지역들이 합쳐져 있다. 이들 각각의 지역은 독자적인 역사와 문화를 가지고 있지만, 여기에서는 2014년 현재 인천광역시의 행정 구역에 포함되는 모든 지역의 역사를 아울러 다룬다. 과거 전통적인 지역 구분은 다음과 같다.
- 인천('원인천'): 조선시대까지 인천에 해당되던 지역은 문학산 자락의 문학동, 관교동을 중심으로 한 오늘날의 인천 미추홀구, 동구, 연수구, 남동구 및 경기 시흥시 북부 일대와 오늘날 중구 일원인 제물포 일대이다. 인천도호부 관아가 유적으로 남아있다.[3]
- 부평: 고려시대 안남도호부가 설치된 이래 조선 후기까지 부평은 계양산을 중심으로 오늘날 인천시 부평구, 계양구, 서구(검단 제외), 경기도 부천시 일대 및 서울시 구로구 일부를 아우르는 곳이었다.[3]
- 교동: 분단이후 교동은 군사분계선 인접지역으로 한미한 곳이 되었으나, 고려시대부터 조선까지의 역사에서 해양교통의 중심지이자 주요 해양 방어 기지였다. 조선시대엔 경기 수영(水營)이 여기에 있었다.[15] 1914년 교동군이 폐지되고 강화군에 병합되었다.
- 옹진: 1945년 해방 이후 미군정이 38선 이남의 황해도 지역을 관할하게 되면서 옹진군을 경기도에 편입시켰다. 한국 전쟁 이후 황해도 지역이 북한령이 되어 백령도, 연평도 등(서해 5도)만 옹진군으로 남았다. 이후 부천군의 여러 섬들이 1973년 부천군이 폐지되면서 옹진군에 편입되었다.[16]
- 강화: 강화도는 선사시대부터 사람들이 살았던 유적들이 산재해 있는 곳이고, 고려 시대에는 대몽 항전 중 임시 수도의 역할을 하기도 하였다. 조선시대엔 조운선이 지나는 중요 항로로서 각별한 해안방어가 이루어졌다.[17]
- 영종: 영종도 일대 역시 신석기 시대 이후 사람들이 계속하여 살던 곳이고, 조선시대에는 따로 인천도호부 관할의 진을 두어 관리하였다.[18] 인천국제공항을 세우기 전엔 자연도(영종도), 용유도 등 네 개의 섬이 따로 떨어져 있었지만, 공항을 세우면서 간척사업을 벌여 하나의 섬이 되었다.[19]
- 김포: 조선시대에는 북부에 통진도호부와 남부에 김포군이 있었으나 1914년에 김포군으로 통합되었고, 김포군 중에서 검단면이 1995년에 인천으로 편입되었다.

조선 시대의 기준으로 보면 인천의 북쪽으로는 통진, 부평, 김포가 있었고, 서쪽으로는 영종을 마주하고, 동쪽으로는 시흥(오늘날의 영등포, 금천, 광명), 남쪽으로는 안산, 남양과 마주하였다. 조선 후기와 오늘날의 행정구역 변화를 비교하면 아래의 표와 같다.
| 팔도 조선 시대    | 이십삼부 (1895년) | 십삼도 (1896년)      | 일제 강점기 (1914년)                                  | 현대 (1995년~2014년 기준) |
| ----------------- | ----------------- | -------------------- | ----------------------------------------------------- | --- |
| 경기도 인천도호부 | 인천부 인천군     | 경기도 인천부        | 경기도 인천부(중구 내륙부, 동구 일대), 부천군(나머지) | 인천광역시 중구, 동구, 미추홀구, 부평구(십정동), 남동구, 연수구, 옹진군(덕적면) 경기도 시흥시(북부), 부천시(계수동, 옥길동), 광명시(옥길동) |
| 경기도 부평도호부 | 인천부 부평군     | 경기도 부평군        | 경기도 부천군                                         | 인천광역시 서구(검단 제외), 계양구, 부평구(십정동 제외), 경기도 부천시(계수동, 옥길동 제외), 서울특별시 구로구(서부)                        |
| 경기도 강화유수부 | 인천부 강화군     | 경기도 강화부        | 경기도 강화군                                         | 인천광역시 강화군 |
| 경기도 교동도호부 | 인천부 교동군     | 경기도 교동군        | 경기도 강화군                                         | 인천광역시 강화군 교동면, 서도면, 삼산면 일부                                                                                               |
| 경기도 김포군     | 인천부 김포군     | 경기도 김포군 검단면 | 경기도 김포군 검단면                                  | 인천광역시 서구(검단 지역) |

## 선사시대

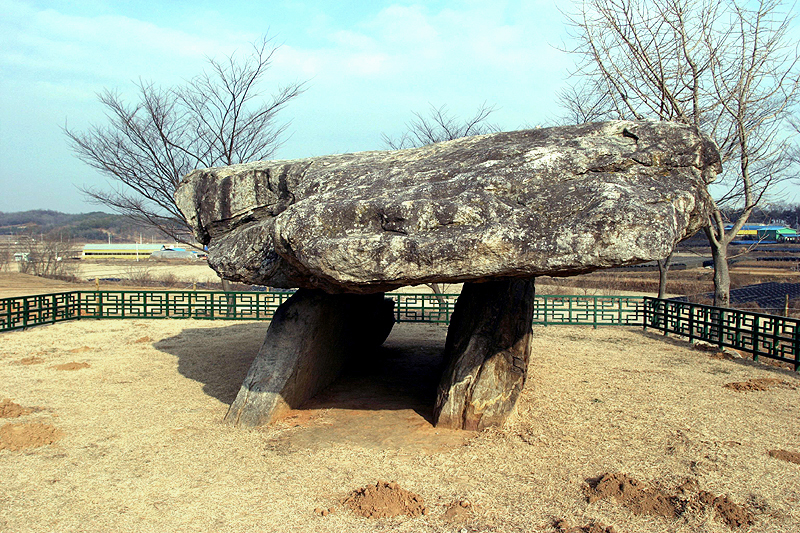
강화도의 고인돌

인천 지역에서 직접적인 구석기 유물이 출토된 것은 아직 없지만, 영종도 송산지역에서 주먹도끼 등이 나온 것으로 보아 구석기 시대부터 이 지역에서 사람이 살고 있었다는 것을 추정할 수 있게 한다. 영종도 지역에서는 신석기에서 청동기 시대에 걸친 여러 유물들이 출토되었다. 인천의 여러 섬에서는 고인돌과 함께 간돌화살, 간돌칼 같은 간석기가 출토되었다. 구석기 유물이 없는 것에 대해서는 마지막 빙하기 이후 해수면이 상승한 때문이 아닐까 하는 추측이 있다. 인천의 신석기 흔적은 주로 강화, 부평, 옹진 및 동구∙중구의 연안 섬지역에서 밝혀지고 있으며, 내륙지역에서는 개발로 인해 거의 찾을 수 없다. 작약도(동구 만석동)에서는 조개더미와 석기 및 빗살무늬토기 그리고 돌화살촉 등이 출토된 적이 있었고, 영종도∙삼목도∙용유도∙무의도 일대에서도 인천국제공항 건설과 관련하여 유적조사가 실시되어 많은 신석기 유적이 확인∙조사된 바 있다.
신석기를 사용하던 사람들은 영종도와 문학산 일대를 중심으로 성장하였고, 이들의 사회적 문화적 유산이 청동기 시대를 거치는 동안 미추홀을 건설케하는 기반을 이루었을 것이다. 강화도에는 단군 신화와 얽힌 곳이 두 곳 있는데, 하나는 마니산의 첨성단이고, 다른 하나는 정족산성이다. 전설에 따르면 단군이 천성단에서 하늘에 제사를 지냈다고 하며, 단군의 세 아들이 정족산에 산성을 쌓았다고 한다.

## 삼국시대
沸流欲居於海濵, 十臣諌曰惟此河南之地北帶漢水東據髙岳南望沃澤西阻大海其天險地利難得之勢作都於斯不亦冝乎. 沸流不聽分其民歸弥鄒忽以居之. 温祚都河南慰禮城以十臣爲輔翼國號十濟 
 비류는 바닷가에 머물고자 하였다. 십신이 오히려 이 하남의 땅이 북으로 한수를 마주하고 동으로 높은 산에 닿고 남쪽으로는 물이 풍부하며 서쪽으로는큰 바다를 비껴서서 그 천험한 땅을 다시 얻기는 어려우니 그곳에 도읍을 정하심이 좋지 않겠습니까 하고 간하였다. 비류는 듣지 않고 백성을 나누어 미추홀로 가 자리잡았다. 온조는 하남 위례성에 도읍을 정하고 십신이 보좌하니 나라 이름을 십제라 하였다.— 《삼국사기》 〈백제본기 1권〉

《삼국사기》 백제본기에는 온조와 함께 고구려에서 남하한 비류가 미추홀에 도읍을 하였다고 하며, 삼국사기의 지리지에서는 미추홀의 위치가 인천이라고 밝히고 있다. 미추홀의 정확한 위치는 알 수 없으나 《동사강목》에서는 문학산성 인근으로 추정하고 있다. 미추홀이란 이름은 물가에 있는 지역을 뜻하는 뭇골, 또는 거친 들판이 있는 지역을 뜻하는 맷골의 음차라는 해석이 있다.
한강 하류 유역과 인천 지역은 백제가 중국과 교류하는 중요한 길목이었다. 백제는 대중국 교역과 소금, 철과 같은 중요한 교역품을 생산하고 확보하기 위해 왕성에서 가장 가까운 서해안 일대를 개척하였다. 백제 시기의 주요 산성으로는 계양산성과 문학산성이 알려져 있다. 인천 계양산성은 2009년까지 4차 발굴조사가 실시된 바 있다. 계양산 너머에 있는 공촌동, 검안동 지역은 고려 때까지 바닷물이 들어오던 지역으로 고대의 소금 산지였을 것이다. 백제는 소금을 계양산 장명이 고개를 넘어 한강으로 운반하여 수로를 이용하여 위례성까지 운반하였을 것으로 추측된다. 계양산성에서는 100여점의 명문(銘文)이 발굴되었다. 문학산성 서쪽의 능허대(凌虛臺)는 중국과 교역을 위한 항구로 쓰였다. 문학산성에서 시작된 교통로는 광명 소하리를 거쳐 안양천을 이용하여 위례성에 연결되었을 것으로 추측된다.
오랫동안 백제의 주요 거점이었던 인천지역은 백제가 고구려의 남하 정책에 밀리면서 고구려의 땅이 되었다. 고구려는 미추홀을 점령하고 매소홀현을 세웠다. 백제는 고구려에게 빼앗긴 고토를 회복하기 위해 절치부심하였으며, 신라와 연합하여 마침내 고구려를 몰아내었다. 그러나, 진흥왕 14년(553년)에 신라는 한강하류의 6군을 백제로부터 탈취한 후 신주(新州)를 설치하고, 김무력을 군주(軍主)로 임명하였다. 경덕왕은 매소홀현의 이름을 소성으로 변경하였다. 신라는 능허대를 포기하고 당항성을 중국 교류의 창구로 이용하였다.

## 고려시대

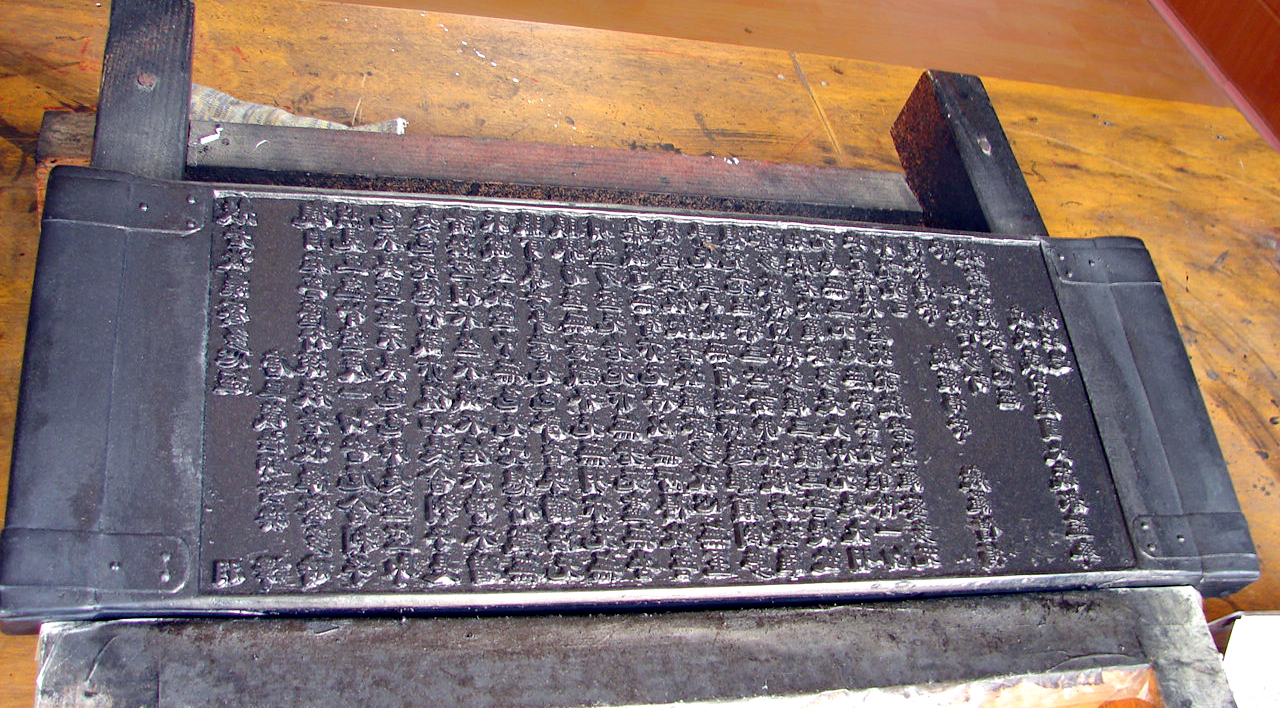
팔만대장경판

고려를 건국한 왕건은 송악을 중심으로 해상무역을 하는 호족이었다. 서해안 일대의 호족들은 각자 독자적인 사무역을 통하여 세력을 모았고 왕건과 협조하여 고려를 세웠다. 신라말 고려초의 인천지역 호족으로는 인주 이씨(仁州 李氏, 경원이씨), 부평 이씨(富平 李氏), 강화 위씨(江華 韋氏) 등을 들 수 있다. 이 가운데 인주 이씨는 문종대에서 인종대에 이르는 7대 80여 년 동안 정권을 장악하였다. 대표적인 인물로는 이자겸이 있다.
인주 이씨는 이허겸의 외손녀인 안산 김씨 김은부의 딸 셋이 모두 현종의 비가 되어 고려 왕실의 외척으로서 두각을 나타내게 되었고, 이허겸의 손자인 이자연이 딸 셋을 모두 문종의 비로 보내어 이 가운데 맏딸이었던 인예왕후의 소생이 순종, 선종으로 즉위하면서 강력한 외척으로 성장하였다. 이러한 이유로 인천은 그 지위가 계속하여 승격되었다. 숙종에 의해 경원군(慶源郡)으로 승격된 뒤, 인종은 어머니 순덕왕후의 친정이라는 이유로 인주(仁州)로 다시 승격시켰으며, 공양왕 2년(1390)에는 칠대어향(七代御鄕)이라는 뜻에서 경원부(慶源府)로 세 번째로 승격시켰다.
고려는 대외 무역에 적극적이었고 개성에 가까운 교동도, 강화도, 자연도 등에 무역 거점을 마련하였다. 이를 군사적 경제적으로 지원하면서 수도 개성의 남방지역을 방어할 안남도호부(安南都護府)를 오늘날 부평 지역인 수주(樹州)에 설치하고, 원인천(原仁川) 지역인 소성현을 비롯하여 시흥(현재의 영등포, 금천, 광명)∙양천∙통진∙김포 등을 관할하게 하였다. 몽고 간섭기에 고려는 조정을 강화도로 옮겨 40년간 항쟁을 계속하였다. 이 시기 고려는 강화도에서 부처의 힘으로 국난을 이기겠다는 마음으로 팔만대장경을 편찬하였다. 무신정권이 원나라에 항복한 이후 일어난 삼별초의 난 시기에는 삼별초가 안남도호부를 공격하여 큰 타격을 주기도 하였다.
고려 왕궁이 세워지자 강화도에는 많은 변화가 있게 되었는데, 왕궁과 성곽이 들어서고 인구가 늘어나자 농지 확보를 위해 본격적으로 간척 사업이 이루어졌다. 이 시기 이후 강화도의 면적은 크게 확장되었으며 원래 두 개의 섬이었던 강화도는 하나의 섬이 되었다.

## 조선시대

### 행정

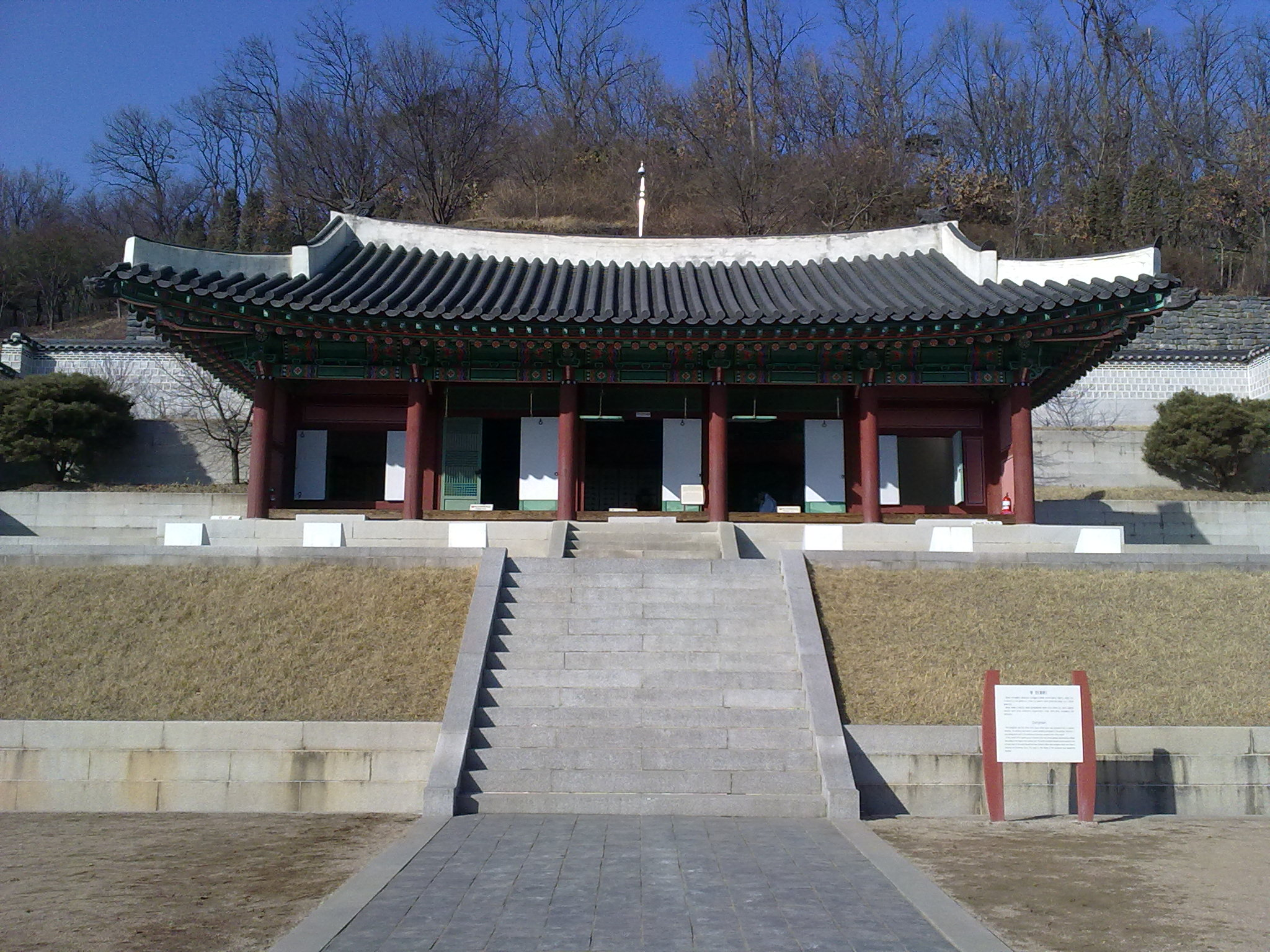
복원된 인천도호부 동헌

조선을 개국한 태조 이성계는 고려 왕실과 관계가 깊은 인천을 경원부에서 다시 인주로 격하시켰고, 태종 대에 이르러 인천으로 다시 격하되었다. 《세종실록 지리지》에 태종 13년 고을의 이름에 주(州)가 들어간 곳 가운데 정3품인 목사(牧使)가 있는 곳은 그대로 주로 두고 종4품 지관(知官)이나 종6품 감무(監務)가 있는 곳은 산(山) 또는 천(川)으로 개명하도록 하였다는 설명이 보인다. 세조 대인 1459년에는 세조의 정비인 정희왕후의 외향이었던 인천이 도호부가 되었으며, 조선 말까지 그 지위가 유지되었다. 《세종실록지리지》에서는 인천의 경계를 “동쪽으로 45리에 안산이 있고, 서쪽과 남쪽은 바다인데 모두 7리요, 북쪽으로는 10리에 부평이 있다”고 기록하고 있으며 토박이 성씨로 이(李), 공(貢), 하(河), 채(蔡), 전(全), 문(門)의 6성과 이주해 온 성씨로 박(朴)과 최(崔)가 있으나 최씨는 없어졌다고 기록하고 있다. 또한 주변의 섬에서 소금을 구웠다는 것과 무의도에서 나라의 말 92필을 길렀다고 한다.
1899년 편찬된 《인천부읍지》에서 인천에 속한 면으로는 부내면, 먼우금면, 다소면, 주안면, 남촌면, 조동면, 신현면, 황등천면, 전반면, 이포면 등을 기재하고 있다. 당시 부평과 강화, 교동 등은 별개의 행정구역이었다.
해양방어의 요충지인 강화도는 1627년 정묘호란을 계기로 유수부로 승격되었다. 강화부는 청나라가 침공했을 경우 국왕과 신하들이 피난할 수 있는 보장처로 여겨졌고 인조 대부터 강화 유수부를 중심으로 인근 교동도 및 경기도, 황해도, 충청도, 전라도의 연안 지역이 군병과 군량을 지원한다는 계획을 수립하였다. 중앙정부는 세원의 일부를 강화부로 이전하여 군향(軍餉, 군량과 무기 등 군사자원)을 마련하였다. 이렇게 만일의 사태를 대비한 피난처로서 관리되던 강화도는 18세기 이후 이양선의 출몰에 따라 도성을 방어하는 해방처(海防處)로 재편되었다. 이렇게 군사적 임무가 변화하자 오히려 강화도의 군향이 부족한 중앙재원으로 전용되기 시작하였다. 강화도의 재정 규모는 숙종 20년(1694년) 16-17만석이었으나 영조 44년(1768년)에는 3만 8천여석으로 급감하였다. 고종대에 이르러서는 강화유수부와 부평도호부의 국방을 책임지고 있던 진무영이 군사적인 기능을 크게 상실하기에 이르렀다. 18세기 이전에는 삼남지역의 군작미(軍作米)와 대동미 가운데 일부가 강화도의 군향으로 지원되었으나 19세기에 들어서면서 더 이상 군향지원은 이루어지지 않았다. 병인양요 이후 흥선대원군은 강화도 경비를 위한 세금인 심도포량미를 신설하고 진무영에 월급을 받는 상비군 3천명을 신설하였다. 그러나 고종이 친정을 한 이후 고종은 진무영보다는 국왕친위부대인 무위소를 중시하여 진무영의 병사를 다시 1,300 여명으로 축소하였다.
강화도는 왕실의 재정운영에도 중요하였는데 강화도에서는 일찍부터 왕실의 비용을 충당하기 위한 궁방전(宮房田)이 운용되고 있었기 때문이다. 18세기 이전부터 1907년 궁방전이 폐지될 당시 강화도에 존속하던 궁방전은 8곳으로 1사7궁이라 불렸다. 궁방전은 왕실 일족의 개인 또는 가계의 재정을 위해 설치하여 군, 대군, 공주, 옹주 등의 생활물자 공급을 담당하였고, 사친(私親)의 제사를 담당하기도 하였다. 예를 들어 육상궁은 정궁(正宮) 출신이 아닌 군주의 사친을 위한 사당이었다.

### 군사

강화해협 곳곳에 위치한 진과 돈대의 위치

조선시대의 조세 운반에는 조운선이 쓰였는데 각지의 조운선은 서해안을 따라 북상하여 인천 앞바다와 강화해협를 거쳐 서울로 향하였다. 이렇게 인천 일대는 서울로 들어가는 길목에 위치하여 군사적으로 중요한 요충지이다. 조선 초기인 태조 3년에는 왜구가 교동도까지 올라와 침범하였다. 조선 조정은 인천 일대를 서울의 입구라는 의미에서 인후지지(咽喉之地)로 보아 방비하였고 교동도호부에 경기 수영을 두었다. 군사적으로 인천도호부는 부평도호부, 강화진무영과 함께 수원진관에 소속되어 있었다.
임진왜란 당시 일본은 동래에 상륙한 지 20일 만에 서울에 당도할 정도로 파죽지세로 진격하였고, 인천과 안산 금천 등지에서 약탈을 자행하였다. 인천의 지역민들은 문학산성에서 분투하여 일본의 진격을 저지하였다.
효종은 인천 일대에 월곶, 제물, 용진, 초지, 인화석, 승천, 광성 등의 진보를 설치하였고, 병자호란 때 강화도 길이 막혀 낭패를 보았던 일을 방지하기 위해 제물포에서 영종도를 거쳐 강화도로 들어가는 우회로를 확보하였다. 이때부터 제물진은 조선의 주요 군사요충지가 되었다.
숙종 시기에 월미도에 행궁을 만들고 해안 방어를 강화하였다. 숙종대의 해방론(海防論)은 황당선(荒唐船)과 관계가 있다. 황당선은 다른 나라 배, 특히 문자그대로 중국의 배를 일컫는 말이었는데, 이들은 고기잡이를 목적으로 조선 연안에 자주 출몰하였다. 이들은 고기잡이 뿐만 아니라 밀무역도 하였다.해금(海禁)과 함께 사무역을 금지하였던 조선은 이들을 단속할 필요가 있었다. 또한 숙종 36년 청나라가 해적을 경계하라고 알려옴에 따라 산둥지역 해적을 방비할 필요가 제기되었다.

### 문화와 교육
향교는 조선시대의 공적 교육기관으로 군현마다 하나씩 향교를 두어 오늘날 인천을 이루는 각 도호부에도 향교가 있었다. 1918년 기준으로 인천지역에는 강화향교, 부평향교, 인천향교가 있었다. 이들 향교는 갑오개혁 이후 근대식 학교 설립이 이루어지기까지 지방교육의 중심지가 되었다. 조선 후기에는 사림을 중심으로 서원이 세워졌는데, 인천에는 숙종 28년 학산서원(鶴山書院)이 세워져 숙종 34년 사액을 받았다. 조선시대 양반의 교육은 과거를 보기 위한 것이었다. 생원과 진사를 뽑는 과거인 사마시(司馬試)에서 인천 지역 합격자 수는 모두 288명으로 생원이 117명, 진사가 171명이었다. 이를 지역별로 보면 강화유수부 130명, 인천도호부 87명, 부평도호부 68 명, 교동도호부 2 명, 영종진 1 명이다. 조선 시대 인천 지역은 경기도에 속해 있었고 경기도 전체의 사마시 합격자 수는 3,769 명으로 전국의 사마시 합격자 38,377 명의 9.8%를 차지하였다. 인천지역의 사마시 합격자 수는 강화유수부만이 인구에 비해 많은 합격자를 내었을 뿐이고 나머지는 인구를 고려하면 경기도 평균 이하의 합격자 수를 보인다. 인천지역 사마시 합격자 가운데 133명은 19세기 이후에 합격한 것으로 전체 합격자 가운데 46%를 차지하였다. 사마시에 합격한 양반에게는 대과를 볼 수 있는 자격이 주어진다. 인천지역 사마시 합격자 가운데 대과에서 합격한 사람은 모두 18명으로 이 가운데 인천에 계속 거주하며 소과와 대과를 모두 합격한 사람은 13명이다. 13명의 등급은 최상위인 갑과는 한 명도 없고 을과 4 명, 병과 9명이었다. 사마시 합격 연령을 보면 극히 드물게는 10대의 연령에 합격하는 경우도 있었으나 대부분은 20대 후반 이후에야 사마시에 합격할 수 있었다. 특기할 만한 인물로는 고종 3년(1866) 강화에서 치러진 특별 대과시험에서 급제한 이건창(李建昌)이 있다. 출생년도가 1852년이니 급제 당시 만 13세에 불과했는데, 조선 시대 전체를 통틀어 최연소 합격이었다.
한편, 강화도는 강도(江都)라고 불릴 만큼 중앙정부와 밀접한 관계를 이루고 있어 조선왕조실록을 보관하기 위한 정족산사고가 정족산성 내에 설치되었고, 정조 대에 외규장각을 두어 중요한 서류와 서책을 보관하였다. 조선 후기 강화도에서는 정제두를 필두로 양명학에 대한 연구가 활발히 이루어져 강화학파가 성립되었다. 이들은 성리학 일변도의 유학에 의문을 제기하였고 훗날 실학에 영향을 주었다.

## 개항기

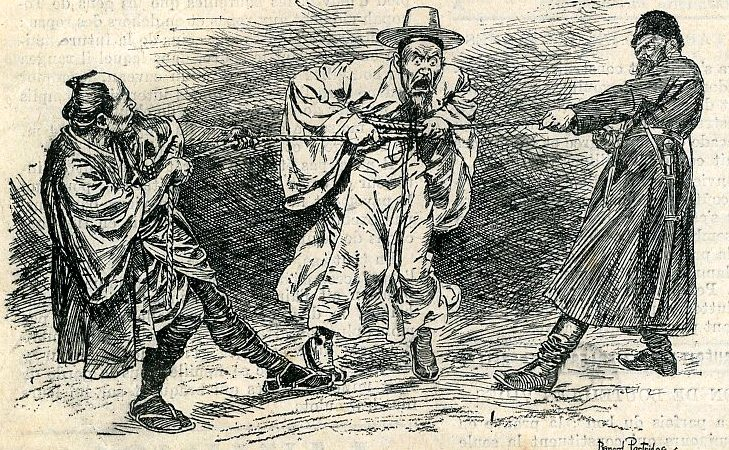
일본과 러시아의 줄다리기 사이에 낀 조선. 1904년 프랑스 만평

개항기는 한국의 역사에서 큰 격동기로 인천은 이 시기 주요한 사건에 깊숙히 관여되어 있다. 이양선이 출몰하기 시작하면서 서양과의 직접적인 대면이 이루어졌고, 병인양요, 신미양요와 같은 전쟁이 있었다. 운요호 사건으로 인해 맺어진 강화도조약 이후 조선은 개항기를 맞았고, 제물포조약이후 인천에는 개항장이 들어섰다. 청나라와 일본의 조계지를 비롯한 각국의 조계가 들어선 이후, 인천에는 전기, 전신, 전화, 기차, 학교, 교회, 은행, 우체국과 같은 새로운 문화가 물밀듯이 들어왔다. 조선을 먹잇감으로 삼은 제국주의 열강들은 인천을 무대로 청일전쟁과 러일전쟁 같은 전쟁을 치르기도 하였다. 이 전쟁에서 승리한 일본의 침략야욕이 노골화됨에 따라 인천은 점점 일본의 영향 아래 놓이게 되어 지명 마저 일본풍으로 바뀐 곳이 많았다. 일본은 인천항을 거점으로 식민지적 경제 관계를 세우기 시작하였다.

### 전쟁
17세기 무렵부터 간간히 출몰하던 이양선은 18세기에 들어 출몰횟수가 부쩍늘었다. 이양선을 타고 온 서양인들은 식수를 공급하고 배를 수선하는가 하면 통상을 요구하기도 하였다. 그러나 조선은 개국 이래 해금정책을 통해 바다를 통한 무역을 엄금하고 있었고, 전통적인 외교 관계역시 사대와 선린을 중시하였기 때문에 이양선의 통상요구를 수용하지 않았다.
정조와 순조 시기의 박해 이후 조선은 천주교를 엄금하고 있었으나, 철종 시기 세도정치 세력가들은 천주교에 관대한 편이었다. 이를 계기로 프랑스는 베르뇌 주교, 리델 신부 등 예수회 선교사를 보내 포교를 하였다. 그러나, 고종 3년(1866년) 조선은 다시 천주교를 억압하기 시작하였고 프랑스인 신부 9명을 처형하였다. 프랑스는 병인박해로 불리는 이 사건을 빌미로 병인양요를 일으켰다. 프랑스군은 강화도에 상륙하여 정족산성과 강화읍성을 공격하여 많은 문화재를 약탈하였다. 정족산성에서 양현수가 이끄는 총병의 공격을 받은 프랑스군은 더 이상 교전은 불리하다는 판단아래 철수하였다. 이를 계기로 흥선대원군은 쇄국양이(鎖國攘夷) 정책을 더욱 강화하는 한편 천주교에 대한 탄압을 강화하였다.

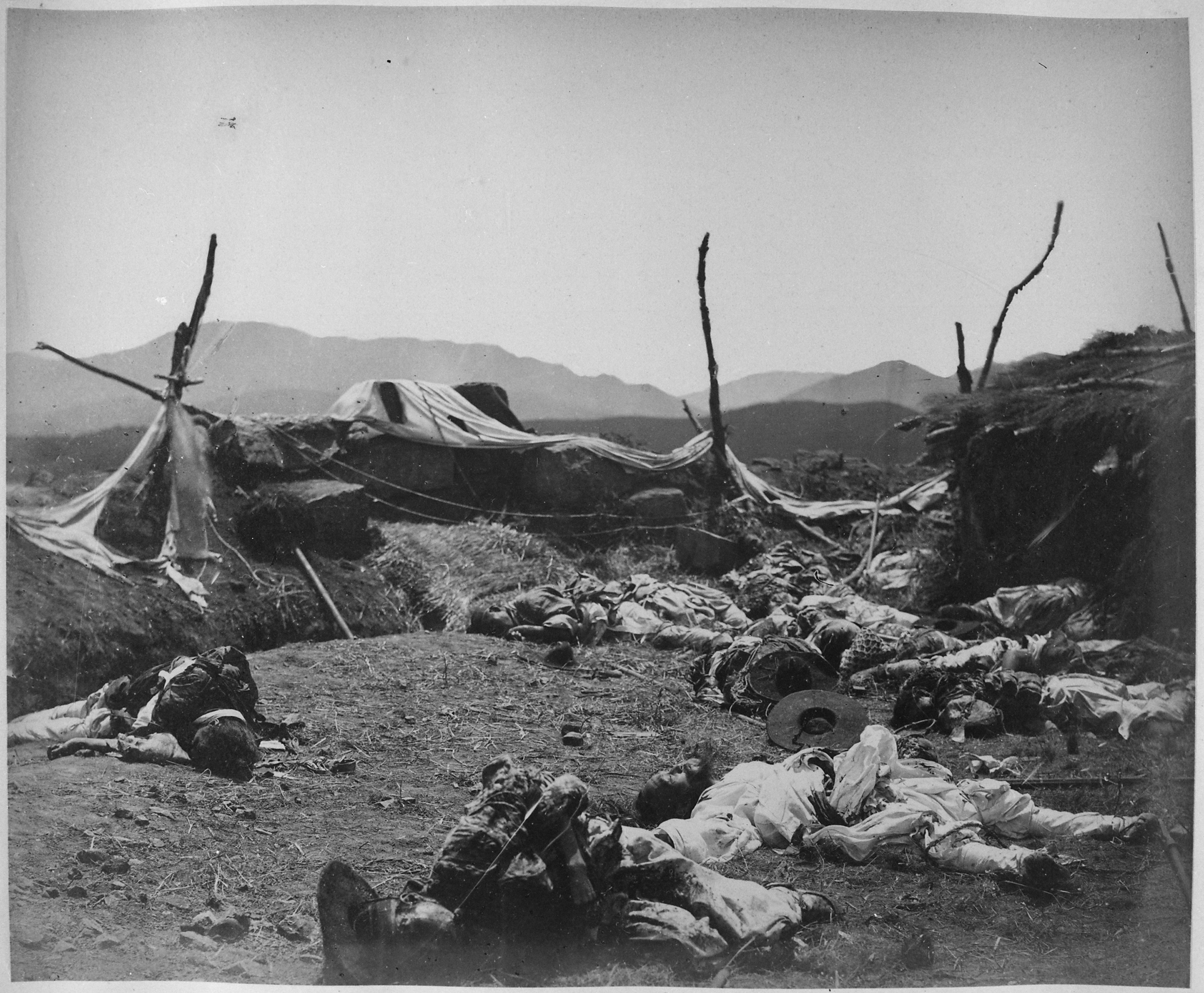
신미양요 당시 광성보에서 전몰한 조선군

신미양요는 1871년 6월 10일(고종 8년 음력 4월 23일)에 발생한 조선과 미국 간 전쟁이다. 미국은 제너럴 셔먼 호 사건의 책임과 통상 교섭을 명분으로 조선의 주요 수로였던 강화도와 김포 사이의 염하를 거슬러 올라왔고 조선 측의 거부를 무시하고 탐침을 시도하여 교전이 일어났다. 3일간의 교전 결과 조선은 광성보가 함락되고 순무중군 어재연을 비롯한 수비 병력 대다수가 사망하였다. 미해군은 20일간 통상을 요구하며 주둔하였으나 조선의 완강한 쇄국 정책으로 아무런 협상을 하지 못하고 퇴각하였다. 신미양요는 미군이 전투에서 승리하였으나 조선의 입장에서는 결사 항전하여 이양선을 몰아낸 사건으로 인식되었다. 대원군은 이를 계기로 전국에 척화비를 세우고 쇄국 정책을 고수하였으며, 일본이 여러 차례 통상을 요구하는 것을 거절하였다. 미국은 참전한 9명의 수병과 6명의 해병에게 명예훈장을 수여하였다. 미국 아시아함대는 1865년 동인도-중국 함대가 개편되어 설립된 것으로 신미양요는 아시아함대의 첫 전투였다. 미국의 이러한 함대 재편과 조선 침공은 미국도 제국주의 열강의 대열에 합류하려는 정책의 소산이었다. 그러나 이러한 해외 팽창 정책은 별다른 성과 없이 조선의 배외 감정만을 더욱 높이게 되었다.
1875년 9월 20일(고종 12년, 음력 8월 21일) 이른바 함포외교를 계획한 일본이 측량을 구실로 초지진 앞까지 운요호를 접근시켜 교전이 일어난 운요호 사건이 일어났다. 운요호 사건은 일본 내에서 정치적 위기를 겪고 있던 오쿠보 도시미치(大久保利通) 정권이 정국 타개를 위해 기획한 것으로, 일본 해군이 조선의 영해를 무단 침입한 것 때문에 발생하였지만, 일본은 초지진에서 먼저 발포한 것을 구실삼아 조선에 불평등 조약을 강요하였다. 그 결과 강화도조약이 채결되어 조선은 쇄국정책을 포기하고 개항을 하게 되었다.

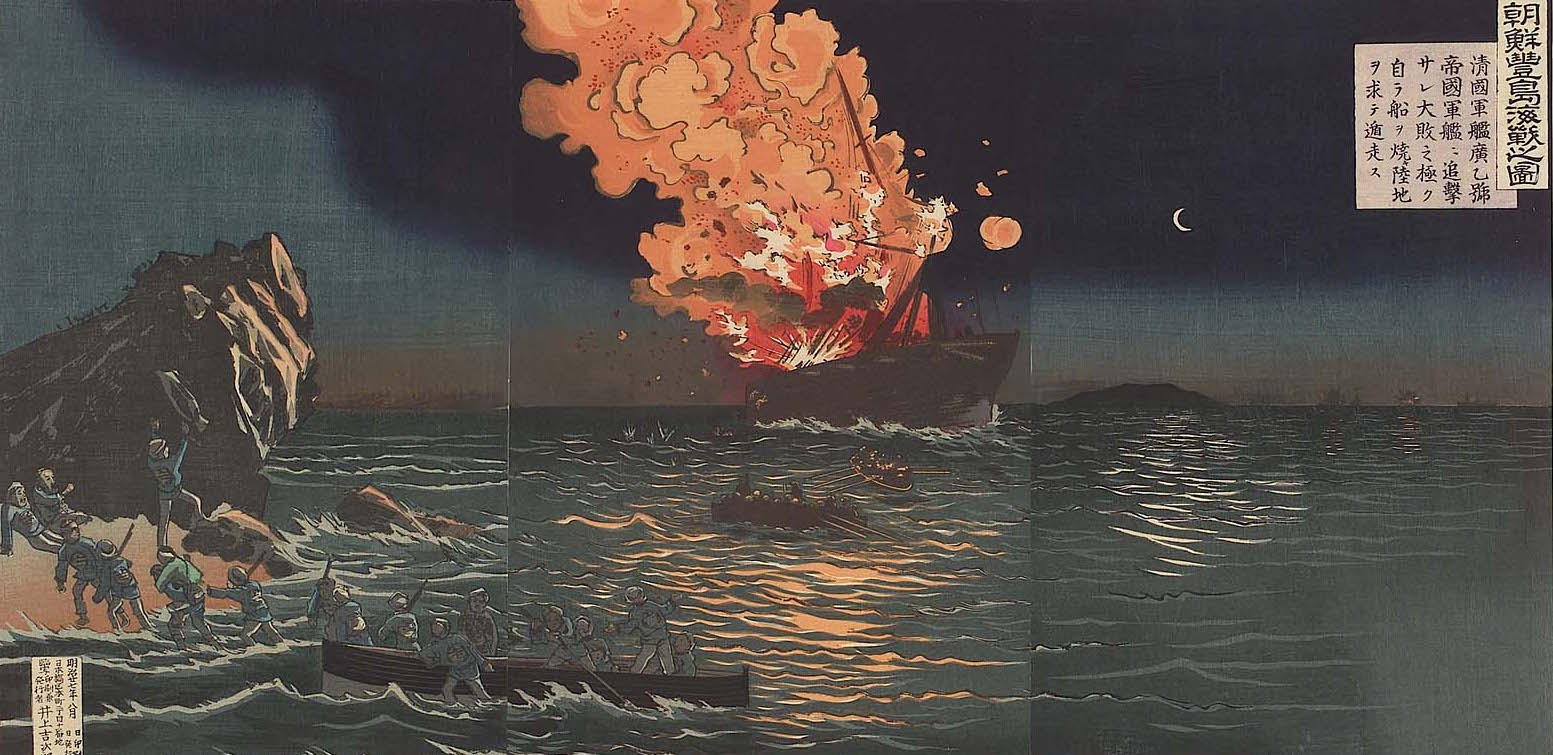
청일전쟁 풍도 해전을 묘사한 일본의 판화

1894년 동학농민전쟁의 진압을 구실로 청나라가 군대를 파견하자 일본 역시 조선의 지배권을 확보하기 위해 군대를 파견하였다. 두 나라의 군대는 인천 앞 바다의 풍도해전을 시작으로 청일전쟁을 벌였고, 일본군이 한양에 입성한 뒤 랴오둥반도와 타이완에 이르기까지 전선이 확대되었다. 일본은 대외적으로 청의 부당한 간섭에 대해 조선의 독립을 지원한다고 선전하였지만, 속내는 조선을 자신들의 종속국으로 삼고자 하는 것이었다. 8월 17일 일본 정부는 “한국을 명의상 독립국으로 공인하지만, 대일본제국이 직접적으로나 간접적으로 영원히 또는 장기간 그 독립을 도와주고 타국으로부터의 수모를 막아주는 수고를 아끼지 않는다”고 결정하였다. 이는 사실상 조선을 일본의 종속국으로 삼겠다는 결정이었다. 전쟁에서 이긴 일본은 시모노세키 조약을 통해 랴오둥반도와 타이완, 그리고 펑후 제도를 할양받는 한편, 조선에서 청나라의 영향력을 제거하였다. 그러나 갑작스런 일본의 영향력 확대를 경계한 서구 열강은 삼국 간섭을 통해 일본을 압박하여 랴오둥반도를 다시 중국에 반환하도록 하였다. 일본은 삼국 간섭을 수용하면서도 “결과적으로 모든 것은 국력의 문제로 귀착된다. 국력이 다른 나라의 간섭을 물리칠 수 있다면 어떠한 굴종도 감수할 필요가 없다.”라고 하며 조선에 대한 침략 야욕을 멈추지 않았다.

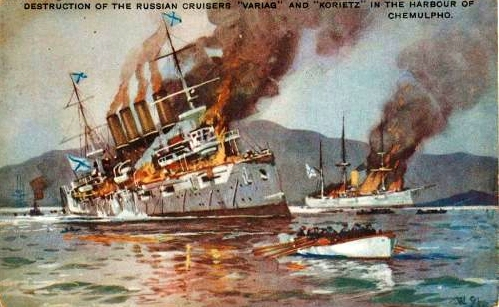
러일전쟁 당시 제물포 해전에서 침몰하는 러시아 군함

일본의 조선에 대한 야욕은 결국 러시아의 제국주의와 충돌을 빚었다. 일본과 러시아가 무력충돌 조짐을 보이자 조선 정부는 서둘러 중립국을 선언하였지만, 일본은 이를 무시하고 1904년 2월 8일 뤼순과 인천에서 러시아 함대를 공격하여 전쟁을 시작하였다. 제물포 해전에서 승리한 일본은 인천을 통해 한양으로 진격하였고, 조선 정부에 한일의정서를 강요하여 한반도를 전장으로 만들었다. 러일전쟁은 1905년까지 계속되어 일본의 승리로 종결되었다. 영국과 미국의 지원을 받아 전쟁에서 승리한 일본은 포츠머스 조약을 통해 사할린을 할양받는 한편, 조선에 대한 독점적인 ‘우월권’을 인정받게 되었다. 그 결과 1905년 일본은 을사조약을 강요하여 조선의 자주권을 빼앗았다. 당시 조선에서 활동하던 외교관과 기독교 선교사를 포함한 대다수의 서구인들은 일본이 조선에서 이른바 “근대화의 역할”을 수행하는 것을 적극 지지하였다.

### 조계지의 형성

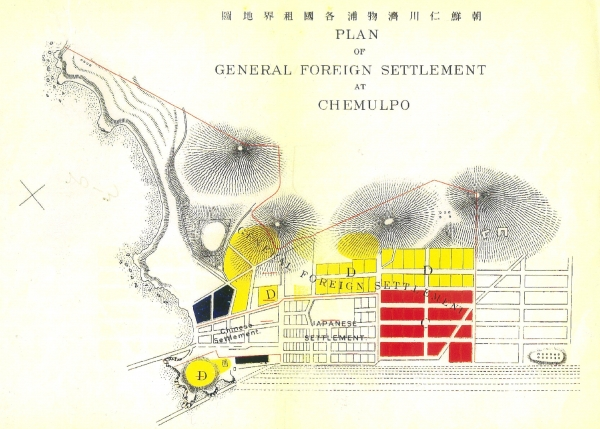
조계 설치시 제작된 조선 인천 제물포 각국조계지도

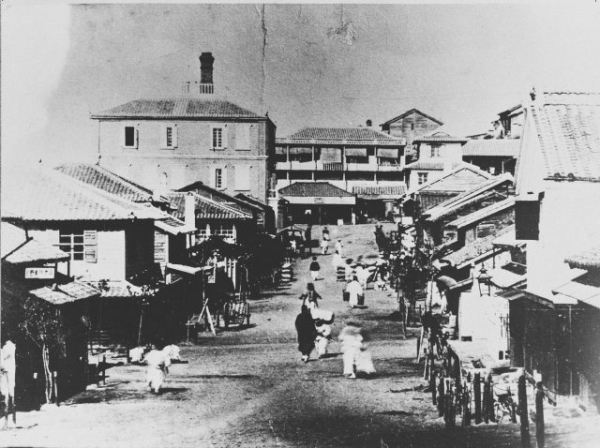
1900년대 초 일본조계지

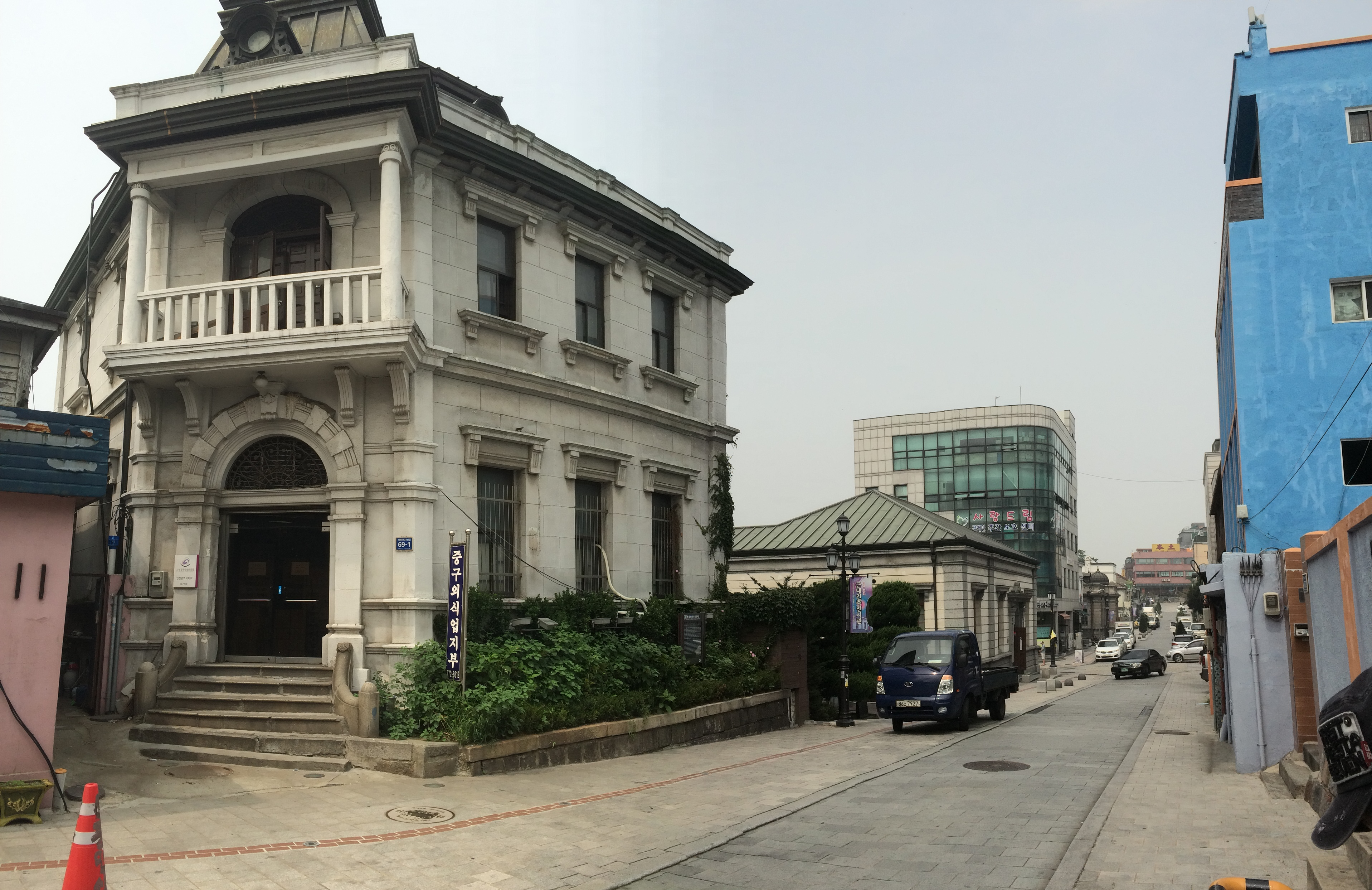
옛 일본 조계지의 현재 모습. 왼쪽에 차례로 제58은행, 제18은행, 제1은행이 보인다.

병인양요와 신미양요를 거치면서 인천은 외세와 직접대면하는 격랑을 맞게 되었다. 인천은 1883년 근대의 개항과 더불어 다양한 외래문물이 수용되고 또 외부로 나가는 중요한 창구 역할을 하였다. 인천항에 몰려온 서구 및 중국·일본 등 여러 나라들은 인천을 Chemulpo 혹은 Jinsen이라 일컬었다. 1876년 강화도조약 이후 제물포는 개항 후보지로 선정되었지만 실제 개항지로 선정되는 데에는 6년이 걸렸다. 조선도 서울의 바로 옆에 개항장이 들어서는 것을 꺼렸고, 일본도 다른 후보지들을 물색하느라 시간이 소요되었기 때문이다. 1882년 제물포 조약으로 제물포가 개항지로 선정되었고, 청과 일본, 서구 열강들이 앞다투어 제물포로 몰려들었다. 일본은 제물포 조약 직후 지금의 중구청 자리에 영사관을 세웠고, 청나라 역시 청국이사부(靑國理事府)를 세웠다. 1885년 청나라는 본국과 연결되는 전신선을 세웠다.
제물포에 세워진 오늘날 인천 중구의 중앙동, 송학동, 송월동, 북성동 등 개항장을 중심으로 약 15만 여평에 이르는 지역이었다. 청과 일본의 조계지 외에 여러 나라가 공동으로 사용하여 조선 감독관의 통제를 받는 각국조계(各國租界, 만국조계라고도 하였음)와 조선인의 거주지역으로 나뉘어 있었다. 1885년 당시 외국 조계에는 146 채의 주택이 있었고, 조선인 거주구역의 주택은 120 채로 오히려 적은 규모였다. 조계의 인구는 꾸준히 증가하여 1897년 외국인의 인구는 4,374명이 되었다. 이에 따라 땅값도 크게 뛰어 1884년 100 m² 당 6 달러 수준이던 땅값은 1888년 60 달러로 치솟아 올랐고, 1893년 무렵엔 240 - 300 달러까지 올랐다.
일본조계는 오늘날 중구 관동과 중앙동 일대로 1883년 〈인천항일본거류지차입약정서〉를 근거로 약 23,140 m²가 설정되고, 1884년 약 12,560 m²를 확장한 것을 비롯하여 꾸준히 조계지를 확장하였다. 청국조계는 1884년 4월 2일 채결된 〈인천구화상조계장정〉을 근거로 설정되었으며 오늘날 중구 선린동 일대에 약 16,530 m² 규모로 조성되었다. 1884년 10월 3일 〈인천제물포각국공동조계장정〉이 채결되어 일본과 청나라를 제외한 여러 나라의 공동 조계가 설정되었다. 각국조계의 총면적은 647,107 m²로 광대하였으나 그 대부분은 훗날 만국공원이 들어서게 되는 산지였다.
대한제국이 국권을 잃은 후인 1913년 4월 각국조계지가 폐지되었고, 같은 해 11월 청국조계지가 폐지되었다. 이로서 일본인을 제외한 외국인의 인천유입은 거의 없게 되었다.
| 구분 / 연도 | 한국인 | 한국인 | 일본인 | 일본인 | 청국인 | 청국인 | 기타지역 | 기타지역 | 합계  | 합계   |
| 구분 / 연도 | 호수   | 인구   | 호수   | 인구   | 호수   | 인구   | 호수     | 인구     | 호수  | 인구   |
| 1895        | 1,146  | 4,728  | 709    | 4,148  | -      | -      | -        | -        | -     | -      |
| 1896        | 1,768  | 6,756  | 771    | 3,904  | -      | -      | -        | -        | -     | -      |
| 1897        | 2,360  | 8,943  | 792    | 3,949  | 157    | 1,331  | 24       | 57       | 3,333 | 14,280 |
| 1898        | 1,823  | 7,349  | 673    | 4,301  | 212    | 1,781  | 30       | 65       | 3,042 | 13,469 |
| 1899        | 1,736  | 6,980  | 985    | 4,218  | 222    | 1,736  | 28       | 67       | 2,971 | 13,496 |
| 1900        | 2,274  | 9,893  | 990    | 4,215  | 228    | 2,274  | 29       | 63       | 3,521 | 16,445 |
| 1901        | 2,296  | 11,158 | 1,064  | 4,628  | 239    | 1,640  | 31       | 73       | 3,630 | 17,499 |
| 1902        | 2,267  | 9,803  | 1,221  | 5,136  | 207    | 965    | 33       | 75       | 3,718 | 15,979 |
| 1903        | 2,452  | 9,450  | 1,340  | 6,433  | 228    | 1,160  | 41       | 109      | 4,061 | 17,152 |
| 1904        | 2,250  | 9,039  | 1,772  | 9,403  | 237    | 1,062  | 38       | 91       | 4,298 | 19,595 |
| 1905        | 3,479  | 10,866 | 2,853  | 12,711 | 311    | 2,665  | 33       | 88       | 6,676 | 26,330 |

### 새로운 문물의 도입
| “ | 인천 제물포 모두 살기 좋아도 왜인 위세로 난 못살겠네 흥 | ” |
|   | — 19세기 인천에서 불린 아리랑 중에서                    |   |

인천에는 개항장이 들어서고 조계지가 형성된 이후 여러 가지 새로운 문물이 도입되었다. 한국 최초의 개신교 교회와 초등학교가 들어서고, 교통과 통신 설비가 세워졌으며, 새로운 산업이 형성되었다. 청일전쟁 이전까지 청나라와 일본은 조선에서 자국의 이권을 챙기기 위해 경쟁하였고, 인천은 이러한 경쟁이 가장 첨예하게 일어나는 지역이었다. 인천항을 통한 무역은 초기에는 중국을 상대로 한 것이 압도적이었으나 청일전쟁 이후 조청상민수륙무역장정이 효력을 상실하게 되면서 일본이 주도하게 되었다.

#### 교통과 통신

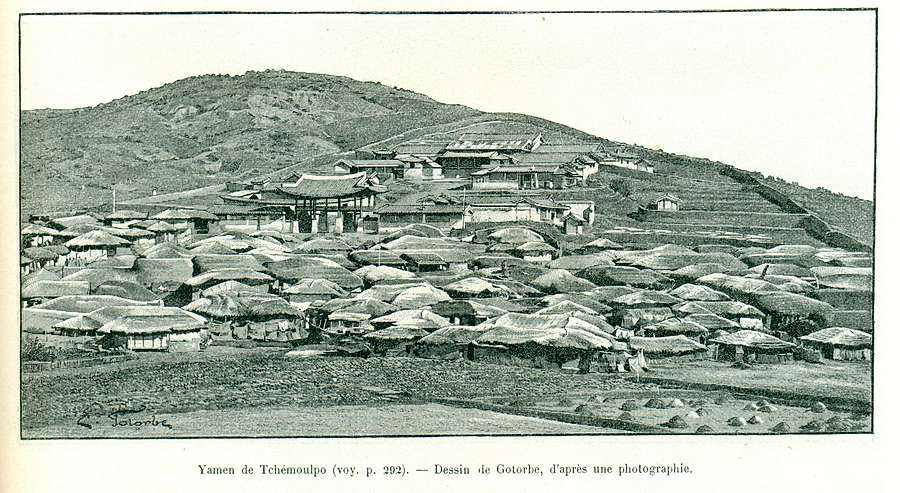
1888년 촬영된 인천감리서(제물포 소재)

경인선은 한국 최초의 철도이다. 1891년 미국의 기업가 제임스 모스가 미국 공사 알렌을 통하여 조선 정부와 철도부설을 협의하였으나, 일본이 개입하여 일본의 자본으로 철도를 부설하는 '조일잠정합동조관'을 체결하였다. 그러나 청일전쟁 직후 삼국간섭으로 일본의 영향력이 약화되고 을미사변으로 일본을 배척하는 여론이 높아지자 철도 부설권은 다시 모스에게 넘어갔다. 모스는 경인철도 부설권을 양여받은 직후, 인천에 거주하는 같은 미국인 타운센드(W. D. Townsend)와 함께 한국개발공사를 설립하고 콜브란(Henry Collbran)을 기사장으로 하여 경인간 노선을 실측하였고, 1897년 3월 27일에 인천 우각현(쇠뿔고개, 오늘날 도원고개)에서 기공식을 거행하고 공사에 착수하였다. 모스는 미국으로 돌아가 철도 부설 자금을 모집하였으나 실패하였고, 철도부설권은 결국 일본 자본이 모여 만들어진 경인철도합자회사에 팔렸다. 1899년 9월 18일 인천역 ~ 노량진역 간 33킬로미터 구간이 개통되었다. 당시 개통된 역은 인천 - 축현 - 우각동 - 부평 - 소사 - 오류동 - 노량진의 7개 역이었다. 1900년 7월 5일 한강철교가 개통되었고 사흘 후인 7월 7일 서울역까지 연결되어 서울-인천간 철도 교통이 완성되었다. 경인선은 개통초기 하루 2회 왕복하였으나 전구간이 개통되면서 하루 5회 왕복 운행되었다.

경인선 초기에 운행된 모가형 증기 기관차의 모형.

제물포에 제일 처음 도입된 근대적 통신은 전신이다. 청나라는 조계지와 본국간의 연락을 위해 전신을 설치하였다. 한편, 전화는 조선의 필요에 의해 개설되었는데, 조계지역을 관장하는 인천감리서와 조정사이의 연락을 위해 가설되었다. 한국에 전화가 처음 들어온 것은 청나라에 파견된 유학생 상운이 1882년 3월 제물포항으로 귀국하면서 가져온 것이 시초이나, 실제 통화를 위해 개설된 것은 1898년 무렵으로 보인다. 가장 오래된 통화 기록은 1898년 1월 28일 인천 감리가 외아문(外衙門)에 “오후 3시에 영국 범선 3 척이 입항할 것”이라고 보고한 것이다. 일반인이 전화를 사용하기 시작한 것은 1902년으로 일본이 서울-인천 간 전화를 불법으로 가설하려하자 조선이 서둘러 사업을 시작하였다.

#### 항만의 정비와 무역

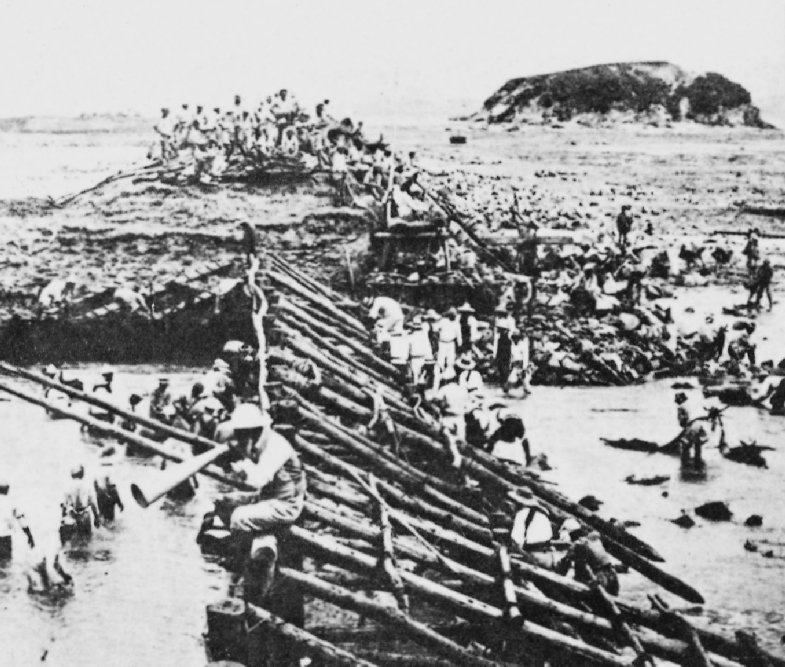
인천항 축항 공사

제물포는 조선 시대 중기 이후 중요한 군사 거점이었고, 개항 이전에 이미 진과 마을을 구성하고 있었다. 훗날 일제는 개항 이전의 제물포가 “갈대가 우거진 한적한 포구에 불과했다”며 개항을 말미암아 크게 발전하였다고 자랑하였으나 이는 자신들의 업적을 과장하기 위한 것일 뿐이다. 그러나, 개항초기 제물포는 조석간만의 차가 심하고 갯벌이 발달하여 큰 선박이 통행하기에는 불편한 곳이었다. 이 때문에 인천항은 여러 차례 규모를 확장하여 방조제를 만들고 항만을 정비하였다. 1906년 전국 각 항구의 항만시설 개선이 필요하게 되어 실지조사를 시행하였고, 이 조사에 기초해 인천항을 비롯한 전국 10개 항에 대한 항만시설개선계획이 수립되었다. 인천항은 6개년 계획으로 진행되었는데 도중에 대한제국이 일본의 식민지로 병탄되어 일본의 조선총독부가 사업을 계속하여 1912년 5월 완공하였다.
인천항을 통한 물자의 수입은 개항 초 대일 수입이 압도적이었으나 곧바로 대중 수입이 가파르게 늘어나 청일전쟁 이전인 1892년에는 전체 수입량의 56%를 점하게 된다. 이는 청조계지를 중심으로 활동한 동순태 등의 화상(華商)들이 주도하였다. 동순태는 1920년대 까지도 국세 납부자 1위를 기록하는 주요 무역업자였다. 청일전쟁 이후 조선과 청의 무역조약인 조청상민수륙무역장정이 무효화 되면서 대중국 무역은 급감하게 되었고 많은 화상들이 중국으로 돌아갔다. 아울러 경인선의 개통으로 화상들 상당수가 서울로 이전하여 인천의 중국인 거류자는 일시적으로 급갑하였으나, 이후 대중국 무역은 완만한 회복세를 보여 1902년 무렵엔 인천항 수입액 중 43%에 이르게 되었다. 개항기 일본은 인천보다는 자국과 가까운 부산에 더 많은 거류자가 있었으나 인천에서도 차츰 인구가 상승하여 1904년에는 부산과 대등한 규모로 확대되었다.
| 연도                                                                 | 인천       | 전국       |
| -------------------------------------------------------------------- | ---------- | ---------- |
| 1893                                                                 | 3,967,885  | 7,778,055  |
| 1894                                                                 | 5,370,364  | 10,363,937 |
| 1895                                                                 | 6,623,325  | 12,884,232 |
| 1896                                                                 | 5,678,730  | 12,842,509 |
| 1897                                                                 | 9,710,870  | 21,477,271 |
| 1898                                                                 | 10,853,851 | 22,326,512 |
| 1899                                                                 | 7,916,202  | 19,134,178 |
| 1900                                                                 | 11,131,050 | 25,383,170 |
| 1901                                                                 | 12,961,051 | 29,303,903 |
| 1902                                                                 | 11,343,373 | 29,366,902 |
| 1903                                                                 | 15,195,377 | 36,501,262 |
| 1904                                                                 | 18,733,369 | 42,457,634 |
| 1905                                                                 | 21,658,631 | 50,707,779 |
| 1906                                                                 | 16,521,523 | 39,193,709 |
| 1907                                                                 | 25,657,451 | 56,911,836 |
| 단위: 원 // 1903년 당시 최상품 쌀값은 한 섬(144 kg)에 1원 8전이었다. |            |            |

위 표를 보면 개항기 인천의 무역량은 전체 개항지의 절반 정도였다는 것을 알 수 있다.

#### 새로운 산업

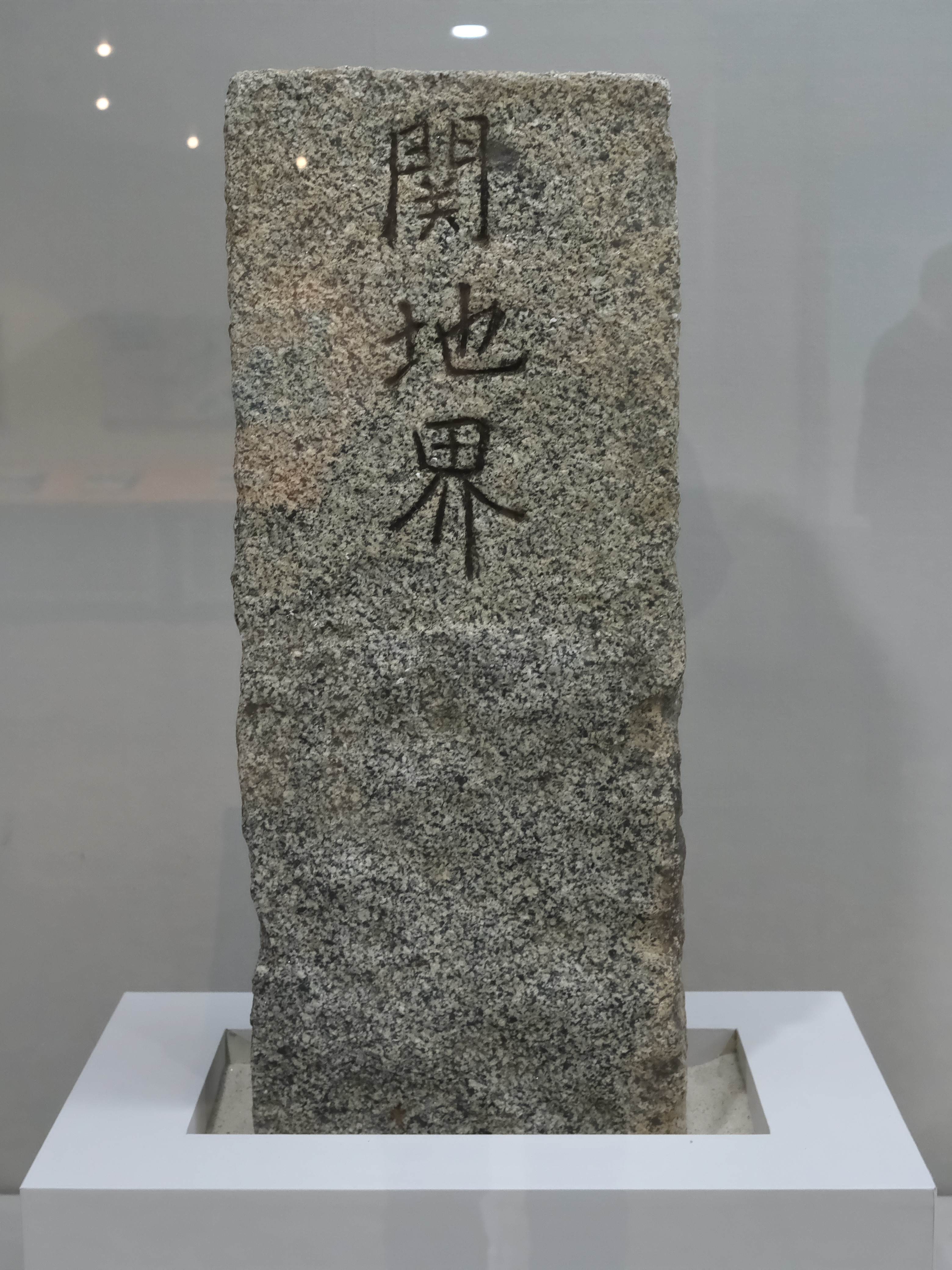
인천 해관 부지의 경계를 표시하기 위해 세웠던 표지석. 조선 말기. 인천광역시립박물관 소장.

개항과 함께 해외 무역이 시작되자 세관 업무를 위해 해관(海關)이 건립되었다. 그러나, 해관은 개항장을 통하여 거래되는 품목에 대해서만 관리가 가능할 뿐이었고, 다른 포구들을 이용한 밀무역에 대해서는 사실상 무방비 상태였다. 당시 밀수입 품목 가운데 대표적인 것은 소금이었다. 이 외에도 비단, 명주, 갈치 등이 밀수입되었고, 반대로 곡물이 밀수출되었다. 당시 조선은 바닷물을 끓여 만드는 자염(煮鹽)을 생산하고 있었는데 생산량이 많지 않아 비쌌다. 청나라나 일본에서 밀무역된 천일염은 입맛에는 맞지 않았지만 쌌기 때문에 많이 팔렸다. 1907년 인천 주안에 천일염전이 생겼다. 이후 한반도 서해안 전역으로 확대된 염전의 시범 사업 성격을 갖는 주안염전은 일제 통감부가 주도한 대한제국의 주요 국책사업이었다. 주안염전에서 생산된 소금은 1900년 개통된 경인선을 통해 서울로 수송되었다.
개항장을 통해 들어온 자본주의는 새로운 산업과 함께 새로운 경제 관계도 형성하게 하였다. 인천을 비롯한 각 개항장에서는 무역량의 증가에 비례하여 부두노동자가 늘었다. 부두노동자는 조선에 이미 존재하였던 광산노동자나 수공업노동자와 달리 대부분 자기 소유의 생산수단을 완전히 상실한채 자본가인 화주(貨主)에게 받은 임금만으로 생활을 유지한 완전한 형태의 임금노동자였다. 부두노동자는 점차 늘어 1910년에 이르러서는 전국에 7만여명의 날품팔이꾼이 활동하고 있었다. 또한 철공장, 연초공장과 같은 공장들이 들어서면서 이 곳에 근무하는 노동자들도 생겨나게 되었다.

#### 기독교의 전파
개항을 통해 인천에는 새로운 문화가 들어오고 형성되었다. 일본에 이어 조미통상조약을 맺어 조선에 들어온 미국은 선교사 알렌을 공사로 임명하여 각종 이권 침탈에 참여하는 한편, 개신교의 전파에도 힘을 기울였다. 통상조약은 포교 활동까지 허락한 것은 아니었지만, 개항장에서 외국인의 종교 활동이 허용되었기 때문에 이들은 자유롭게 선교활동을 할 수 있었다. 알렌과 미국 북장로교회의 언더우드가 서울 지역 선교에 공을 들이는 사이 미국 북감리교 선교사인 아펜젤러와 스크랜튼은 인천을 기반으로 선교를 하였다. 스크랜튼은 “인천과 서울의 관계는 도쿄와 요코하마의 관계와 같다”고 여겨 인천 지역의 선교를 중요하게 보았다. 이들은 내리교회를 건립하였고 훗날 조선인 최초의 목사가 되는 김기범 등이 교인이 되었다. 내리교회는 교육활동에도 힘을 기울여 1892년 교회 안에 영화여학당을 세웠다. 김기범은 1901년 5월 4일 목사 안수를 받았다. 한편, 1886년 조불통상조약이 채결되면서 천주교는 오랜 박해가 끝나고 자유로운 종교 활동을 하게 되었다. 프랑스 예수회는 빌렘 신부를 파견하여 답동성당을 세우고 수녀원을 함께 건립하였다. 성공회 역시 성공회 내동성당을 세우는 등 포교활동에 들어갔으며, 중국과 일본인 거류지에도 각자가 신봉하는 여러 종교 시설들이 들어서게 되었다.

#### 신교육
1890년대 말 인천에서는 계몽운동이 두드러져 독립협회의 인천지부 격인 박문협회(博文協會)가 설립되었다. 1898년 6월에 설립된 박문협회는 130 여명의 회원이 가입하였으며 매주 통상회를 열어 활발한 토론을 벌였다. 이들은 영어학교를 설립하여 교육사업을 하였고 이는 1900년 인천항박문사립학교(오늘날 인천박문초등학교)로 발전하였다. 박문학회의 주요 참가자들은 대개 기독교 신자로서 당시 개화사상을 표방하는 관료들과도 밀접한 관계에 있었다. 박문학교의 초대 교장은 프랑스 예수회 소속의 드뇌(Deneux, 한국명 전학준) 신부였다. 내리교회에서는 영화학당(오늘날 영화초등학교)을 세우고 신교육을 가르쳤다. 초기에는 선교사에 대한 배타적인 의식으로 학생 수가 거의 늘지 않는 등 어려움을 겪었으나, 점차 학생수가 늘었다.

#### 유흥
일본인이 들어오면서 일본인 거류지는 빠르게 일본풍으로 바뀌었다. 요리집, 유곽과 함께 일본식 극장이 세워졌다. 1933년 출간된 《인천부사》(仁川府史)에는 1897년 오늘날 관동지역인 중정1정목(仲町一丁目)에 100 석 규모의 극장이 있었다고 기록되어 있다. 러일전쟁 이후에는 약 1만4천원의 건설비와 약 6천원의 도구 의상 비용을 들여 가부키 전용 극장을 세우기도 하였다. 1900년 무렵에는 조선인이 세운 두개의 극장이 운영되었다.

### 이민

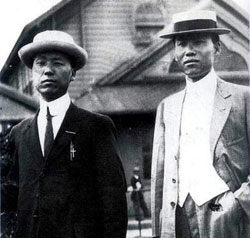
1913년 2월. 하와이 호놀룰루 기차역에 선 박용만과 이승만

개항 이후 조계지에 거주하는 외국인이 증가하는 사이 한국에서도 새로운 삶을 찾아 이민을 하는 일이 생겼다. 인천항에서 배에 올라 하와이와 멕시코로 이민을 떠난 한국인들은 플랜테이션 농장에서 고된 노동을 하였다.
하와이에서는 1830년대 사탕수수 농업이 크게 발달하여 오세아니아와 중국을 비롯한 각지의 노동자를 불러모아 고용하였다. 하와이가 미국에 합병된 후 미국 정부가 중국인 유입을 규제하자 농장주들은 일본인을 고용하였고, 이 마저도 하와이의 미국화를 추진하는 미국 정부에 의해 금지되자 한국인 고용을 추진하게 되었다. 주한 미국공사 알렌의 요청으로 조선 정부에서는 수민원을 설립하여 민영환을 책임자로 임명하였고, 데셜러(David W. Desshler)가 인천에 동서개발회사를 설립하여 이민자를 모집하였다. 모집 방법은 대개 광고를 통하였는데, 역과 교회 그리고 외국공사관 같이 사람들의 왕래가 많은 곳을 택하여 선전 활동을 벌였다. 그러나 이민희망자 모집은 쉽지 않았고, 이민 모집에 어려움을 겪게 되자 회사측은 다양한 설득 작업을 벌였다. 여기에는 주한 미국공사 알렌과 제물포 내리교회 목사였던 존스(George H. Jones ; 한국명, 조원시)가 적극적으로 개입하였다.1902년 12월 22일 인천 제물포항에서는 한국 역사상 처음으로 단체이민이 출발하였다. 이민의수는 121명이었으며, 이후 1905년 이민이 금지될 때까지 7,200여명의 이민이 제물포항을 통해 떠났다. 첫 이민자들은 대개 50여 명의 남녀 신도들과 20여 명의 부두 노동자 및 농민들이었으며 이들 대부분은 인천 지역에서 모집되었다.
하와이에 처음 도착한 이민자들은 대부분 남성이었고 사탕수수 농장에서 채찍을 맞아가며 일했다. 처음에는 몇 년만 일하고 돌아갈 줄 알고 온 경우도 많았다. 이 때문에 결혼이 사회문제가 되어 조선에서 사진을 보내오면 그것을 보고 결혼하는 사진결혼이 이루어졌다. 하와이에 뿌리내린 한국이민자들은 대한인국민회를 결성하였고, 후일 일제강점기에 국권이 상실되자 저임금의 어려운 환경 속에서도 독립자금을 모으고 군사훈련을 하는 등 독립운동에 적극적이었다.
한편, 1905년 멕시코 이민은 영국인 메이어스(John G. Meyers)에 의해 주도되었다. 그는 멕시코 농장주들과 동양인 이민을 계약하고 중국과 일본에서 이민을 모집하였으나 실패하자 한국에 와서 대륙식산회사(大陸植産會社)를 경영하던 일본인 다이쇼(大庭貴一)와 공모하여 한국인 이민을 모집하였다. 메이어스는 하와이 이민에 비해 파격적인 조건을 제시하며 이민을 모았으나, 실은 거짓 약속이었고 궁극적으로는 4년 계약으로 노동자를 멕시코 농장주들에게 팔아 넘기는 형식이었다. 1905년 3월 6일 1,033명의 이민자가 인천항을 떠나 멕시코로 향했다. 멕시코의 용설란 농장에 도착한 이들은 토굴에 살면서 살인적인 노동을 감내하여야 하였다.

## 일제 강점기
| “ | 조선의 서편 항구 제물포부두, 세관의 기는 바닷바람에 퍼덕인다. 잿빛 하늘, 푸른 물결, 조수 내음새, 오오, 잊을 수 없는 이 항구의 정경이여. 상해로 가는 배가 떠난다. 저음의 기적, 그 여운을 길게 남기고 유랑과 추방과 망명의 많은 목숨을 싣고 떠나는 배다. | ” |
|   | — 박팔양, 〈인천항〉중에서 |   |

1910년 8월 29일 일본은 대한제국의 주권을 빼앗고 식민지로 삼았다. 1905년 세워져 대한제국의 자주권을 침탈하였던 조선통감부는 조선총독부로 개편되었다. 일본은 1905년 이후 조선을 일본 내지와 같이 취급하여 일본조계지를 따로 관리하지 않게 되었고, 한국을 강점한 뒤로는 인천의 각국 조계지를 무효화하였다. 이후 인천은 일제의 필요에 의해 식민지 조선의 주요 무역항으로서 기능하였다.

### 식민지 자본주의

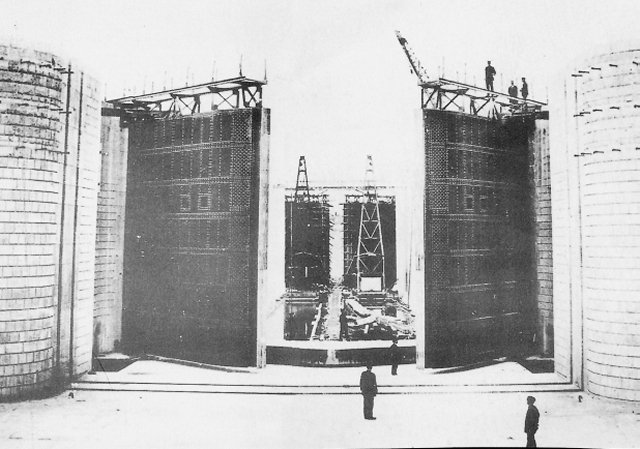
1917년 촬영된 인천항 갑문

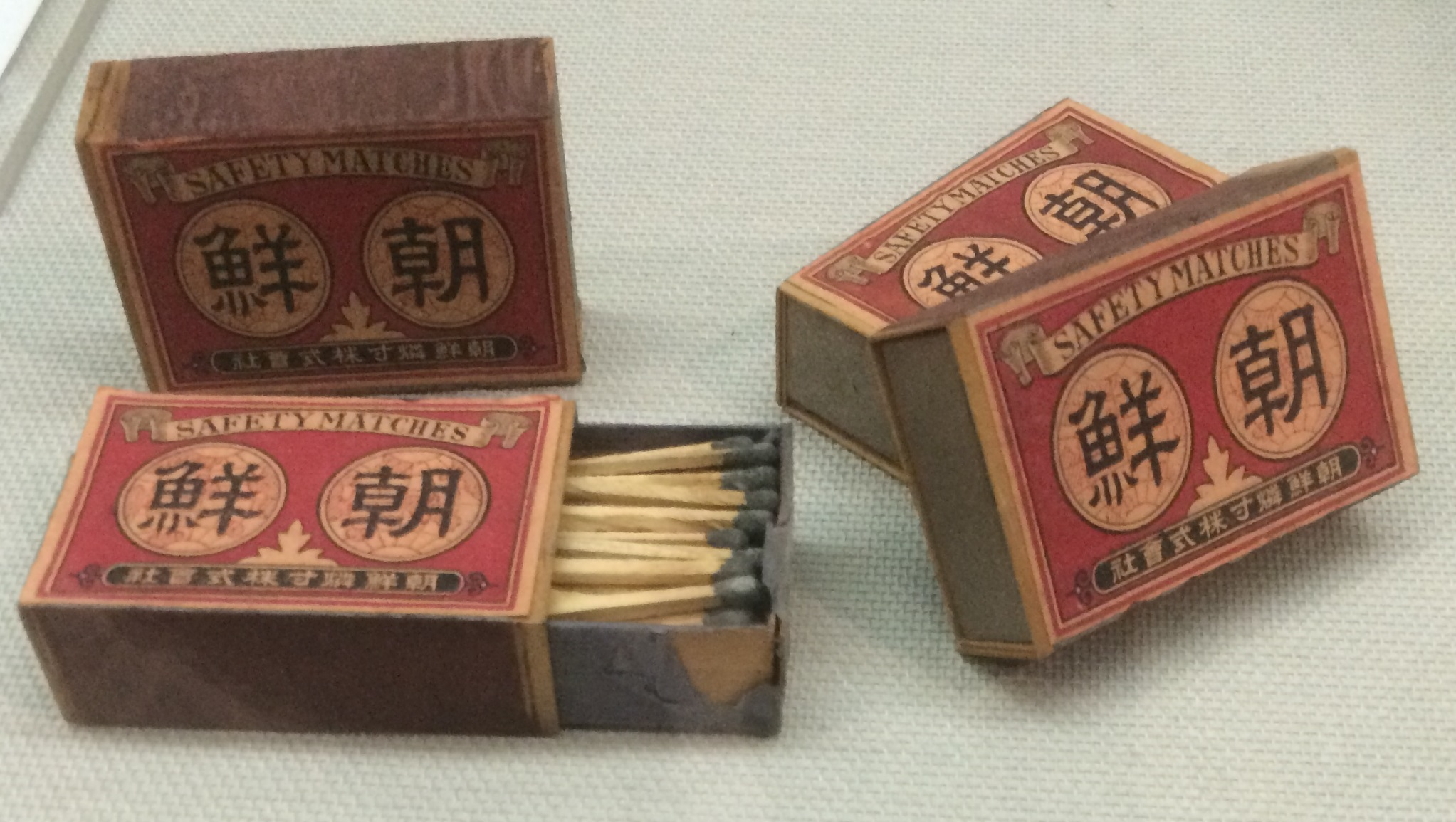
조선인촌주식회사에서 제작한 성냥

일제는 인천항의 접안 능력과 물류량을 확대하기 위해 갑문식 항구를 건설하였다. 1911년 6월부터 1918년 10월까지 진행된 갑문식 갑거 공사로 인천항은 4,500 톤 급 3척과 2,000 톤 급 4 척이 동시에 접안할 수 있게 되었고 연간 130만 톤의 화물을 처리할 수 있게 되었다. 이후 일제는 인천항을 다시 확장하고자 하였으나 제2차 세계대전으로 30%의 공정만을 마친채 중단되었다.
1917년 인천부 금곡리에 조선인촌주식회사가 들어서 성냥을 만들기 시작했다. 이 회사가 만든 우록표(羽鹿票)와 쌍원표(雙猿票) 성냥은 한 때 국내 성냥소비량의 20%를 점유하였다. 개항 이후 인천에 성냥 공장이 세워진 적은 있었으나 일본제 성냥에 밀려 곧 자취를 감추었는데, 국내에서 본격적인 성냥 제조를 한 것은 조선인촌주식회사가 시초이다. 인천은 재료를 수입하기 쉽고 싼 노동력이 있어 성냥 공장이 번창할 수 있었다. 성냥공장에서는 주변 가구에 성냥갑 만들기 같은 일을 부업으로 주었다. 성냥의 주재료인 인은 수입하였고, 나무는 압록강 일대에서 벌목한 것이 신의주를 거쳐 인천으로 보내졌다. 당시 성냥 제조는 주로 여공들이 하였는데 1만개피를 붙여야 60전을 손에 쥘 수 있었으며 노동시간은 하루 13시간에 달했다.
일본 강점기 인천의 주요 수출품은 쌀이었으며 이 때문에 정미소와 같은 산업이 발달하였다. 1906년 미곡중계업을 위한 근업소(勤業所)가 인천부 율목리(오늘날 중구 율목동)에 생기자 부산지역에서 올라온 영남상인들이 미곡 상권을 잡았다. 이들은 일찍부터 일본과 거래하여 일본어에 능통하였고 이를 바탕으로 미곡중계상권을 장악할 수 있었다. 율목동은 기와집이 즐비한 부촌으로 이름을 알렸는데 일본인들이 모여살던 옛 일본 조계지의 일본식 가옥과 대조를 이루었다. 한편 개항기부터 있던 미곡 거래소인 인천미두취인소(仁川米豆取引所)는 1939년 폐쇄되었다. 근업소는 한국인 지주와 일본인 수입상 양쪽으로부터 수수료를 받는 중계소였고 인천항의 쌀무역을 독점하여 막대한 부를 쌓았다. 그러나 일제가 전국에 조선미곡창을 설치하여 중계인 없는 직수출을 시작하고 1935년 곡물검사제를 실시하여 근업소를 규제하기 시작하자 근업소는 몰락하게 되었다. 인천의 정미소와 쌀수출업은 일제가 조선의 쌀을 전략적으로 수탈하였기에 생겨난 기생적 산업이라 할 수 있다. 1921년에는 전국 쌀 생산량 1,400만 섬 가운데 3백만 섬이, 1928년에는 1,700만 섬 가운데 7백만 섬이 일본으로 수출되었다. 이 때문에 쌀 생산량은 늘었어도 오히려 소비할 수 있는 양은 더 줄어들 게 되었다. 대신 조선은 만주의 조와 동남아시아의 안남미를 수입하여 식량으로 사용하였다.
1930년 이른바 만주사변으로 중일전쟁을 일으킨 일제는 한반도의 산업 정책을 재편하여 공업화를 추진하였다. 1914년 행정구역 개편으로 인천은 송림동, 창영동, 도원동 서쪽의 항만지대에 한정된 6.05 km2만을 남겨두고 나머지는 부평군과 통합되어 부천군이 되었으나 공업화 추징으로 관할지가 확대되게 되었다. 1940년 2차 관할구역 확장 결과 인천은 부평군의 대부분을 흡수하여 그 면적이 165.82 km2에 달하게 된다. 일제는 인천의 공업화를 위해 전력수급계획을 마련하였고 군수 물자로 사용하기 위한 방적산업을 집중 육성하였다. 1934년 인천시 만석동에 동양방적주식회사가 인천공장이 세워졌다. 일제시대부터 운영되던 이 공장은 1955년 민영으로 넘겨져 동일방직 주식회사가 되었고 1970년대 가혹한 노동탄압으로 세상에 알려졌다.
제2차 세계대전 말기에 일제는 부평에 일본육군조병창을 세웠다. 1930년~40년대 사이 인천공업지대에 건설된 주요 공장들은 동양방적, 조선목재, 일본제분 등 3개 공장을 제외하고는 모두 군수산업에 속하는 공장들이다. 1940년대 당시 인천에는 섬유공업 4 개소, 기계금속공업 26 개소, 화학공업 3 개소, 제재업 6 개소, 식료품 공업 47 개소, 기타제조업 51개소 등 137 개의 공장이 있었다.

#### 수인선

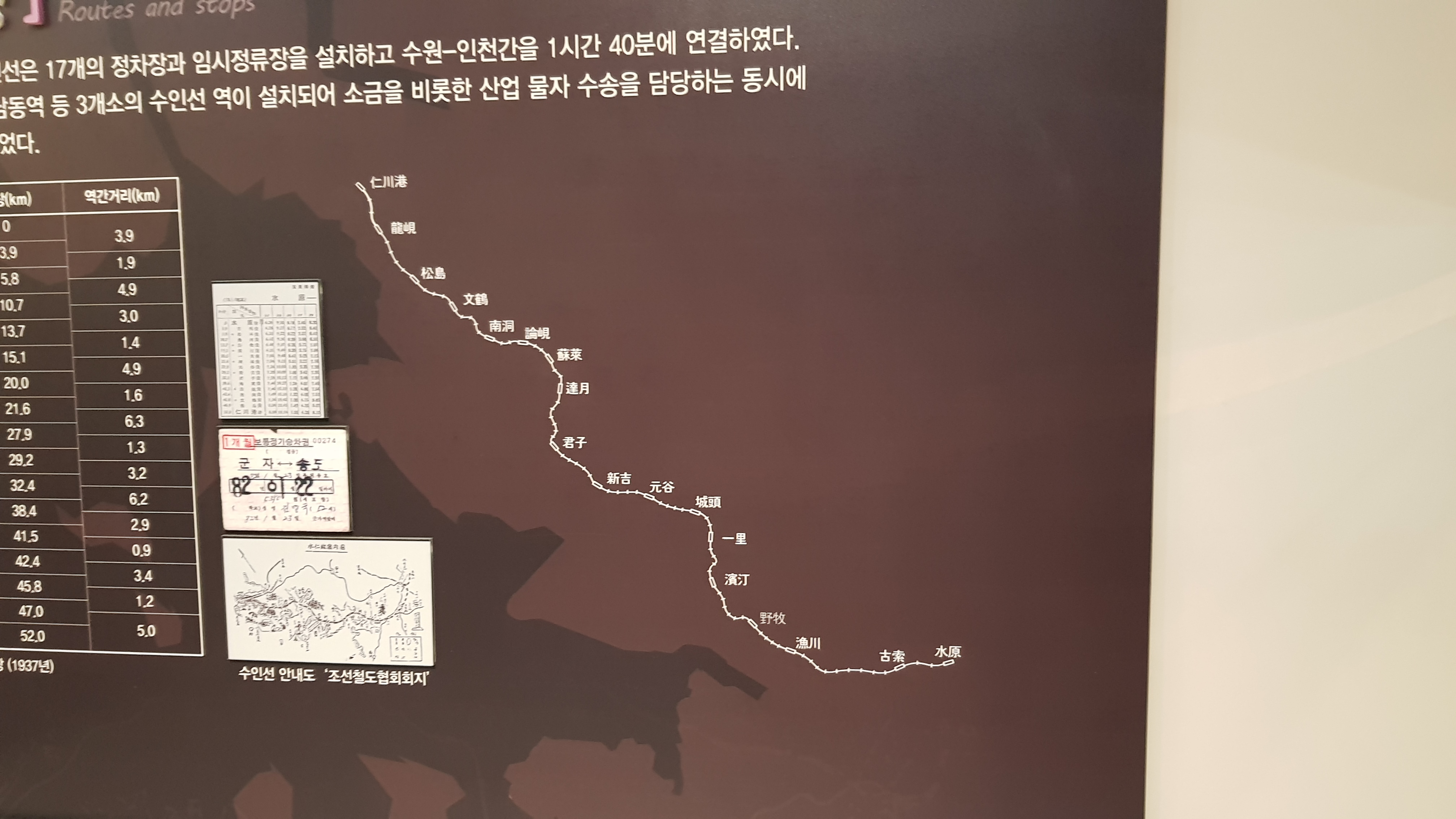
수인선 협궤철도의 노선. 2009년 개통된 수인선 노선과는 살짝 차이가 있다.

1937년 조선경동철도회사가 인천 일대의 소금 수송을 목적으로 협궤 철도 노선인 수인선을 부설하고, 1937년 8월 6일 남인천역에서 수원역까지 영업을 개시하여 경기도 여주, 이천 지역의 쌀과 인천의 소래염전, 남동염전 등지의 소금을 인천항을 통해 반출하였다. 수인선은 협궤(궤간 거리 762 mm)로서 객차 길이는 14.7 m, 폭은 2.15 m 로 좌석수가 50 석에 정원은 90 명이었다. 초기 운행 당시 운행속도는 시속 약 20 km로 기차가 작고 가벼워 덤프트럭과 충돌사고로 탈선한 일도 있었다. 수인선은 해방 이후에도 계속 운영되다 1995년 폐선되었다. 2012년 오이도 - 송도 구간이 도시철도로 재 개통되었다.

### 독립운동
인천은 대표적인 무역항일 뿐만 아니라 청일전쟁과 러일전쟁 이후 전략적 요충지이기도 하였다. 일본은 식민 통치를 위해 인천을 병참기지화하였다. 일본 육군 제12사단이 주둔하였고 헌병과 경찰이 늘 요시찰 인물의 동향을 파악하였다. 여기에 개항기부터 형성된 식민 수탈과과 노동 착취등으로 인천지역 사람들은 반일감정을 축적하고 있었다. 1919년 3월 6일 인천공립보통학교(오늘날 창영초등학교)와 인천공립상업학교(오늘날 인천고등학교) 학생들이 만세운동을 시작하였고 시위는 인천 전 지역으로 확산되었다. 만세운동은 4월 초까지 지속되었다.
1919년 3·1 운동을 계기로 인천한용단이 결성되었다. 한용단의 결성에 관여한 상당수가 3·1 운동에 참여하여 옥고를 치렀다. 한용단 1910년 결성된 경인기차 통학생 친목회를 모태로 출발하여 활동한 단체였다. 한용단은 야구 팀을 결성하여 활동하는 등 인천 지역의 대표적 청년 단체였다.
1923년 윤응념 등 9명이 독립군 군자금을 모금하다 발각되어 재판을 받았다. 함께 한 사람 가운데 김원흡 만이 해외로 도피하여 투옥을 면했다. 윤응념은 자신을 단순 강도로 몰아가는 재판부를 향해 독립을 위한 활동이었다고 당당히 대응하였다. 윤응념은 대한민국 임시정부 교통국의 참사로 임정의 인천지역 담당자였다.
1930년대에 이르러 인천은 중요한 노동운동 지역이 되었고, 사회주의 계열의 독립운동가들이 활동하였다. 이재유, 이현상, 김삼룡 등 공산주의 활동가들이 서울과 인천을 오가며 활동하였다.

### 노동운동

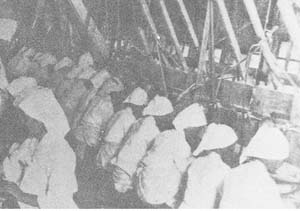
1920년대 인천 정미소의 여성 선미공

일제는 회사령을 발표하여 조선에 일본 자본을 유치하고자 하였다. 일본은 저임금 구조를 유지하는 가운데 노동집약적인 산업을 조선에 유치하였는데, 총독부는 “조선 산업정책의 기본은 본국인 일본 제국의 산업정책과 관련하여 협조”하는 것으로 보아 일본의 산업 구조를 보완하는 정책을 폈다. 이 때문에 노동자를 보호하는 정책은 기대할 수 없었고, 노동자의 요구는 철저히 억제되어야 하였다. 1920년대 조선총독부 산업조사위원회 위원 가타 나오하루(賀田直治)는 일본 자본의 투자 유치를 이끌어 내기 위해 조선인 노동자의 장점으로 임금이 저렴하며, 언어습득이 빠르고, 파업을 일으킬 능력이 부족하고, 일본 공장법의 범위 밖에 있으므로 하등의 지장 없이 일을 시킬 수 있다는 것 등을 들었다.
노동자들도 점차 자각이 이루어져 1920년대에 들어 본격적으로 노동운동이 나타나기 시작했다. 1920년 4월 서울에서 최초의 대중적 노동단체인 조선노동공제회가 조직된 직후, 인천에서도 1920년 6월 29일 조선노동공제회 인천지회가 창립되었다. 1920년대 초 인천지역에서는 노동야학운동이 왕성했다. 1924년 조선노농총동맹이 설립된 이후 인천에는 인천선미여공조합, 하역인부조합, 정미직공조합, 인천철공조합, 인천목공조합, 양랍직공조합 등의 노동조합들이 설립되었다. 이들은 야학과 토론을 거치며 노동운동을 발전시켜 나갔다. 노동법이 없었던 식민지 상황에서 노동자단체에 의한 파업투쟁의 커다란 특성은 교섭단체로서 노동조합의 승인을 둘러싸고 발생한 것이 많다는 것이다. 고용주는 노동조건에 대해 노동조합과 협의하기를 거부했다. 그리고 노동조합은 종래의 열악한 노동조건과 가혹한 노동관행에 반발해 축적된 힘을 바탕으로 노동단체가 실질적인 교섭력을 행사하려고 했다.
1890년 이후 인천의 대표적인 수출품은 쌀이었으며 인천에는 대규모 정미소가 들어섰다. 인천에서 정미되어 수출된 쌀은 오사카 등지에 공급되었다. 정미소는 대부분 일본인에 의해 경영되었으며, 조선인 노동자들은 비인간적인 대우를 받으며 일하여야 하였다. 1925년 당시 인천가등정미소 선미 여공은 하루 12시간의 노동에 최저 35전에서 최고 65전의 임금을 받았다. 1925년 서울 지역 조선인 석공 노동자의 평균 임금은 2월 50전, 일본인 석공은 4원 20전이었던 것에 비교하면 극악한 저임금이었다. 당시 쌀 한 가마의 가격은 40원이었다. 1924년부터 정미소 여공들은 임금 인상과 수시로 벌어지는 성희롱 방지를 요구하며 파업을 벌이기 시작하였고, 1926년 3월 23일 9개 정미소 직공 3천여명이 총파업을 벌였다. 이들은 임금 인상, 구타 방지, 부당 해고 금지, 8시간 노동, 대우개선 등을 요구하여 파업을 벌여 승리하였다.
1930년대 일제의 탄압이 심해지자 노동조합은 점차 사회주의 운동의 성격을 띄게 되었다. 1938년 6월에는 인천 항만의 노동자들이 임금 인상을 요구하며 파업을 벌였다.

### 사회상

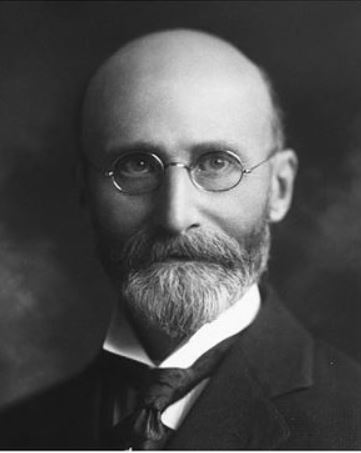
호러스 뉴턴 알렌. 선교사로 한국에 들어와 미국 공사가 되었다. 알렌은 개신교를 한국에 전파하는 한편, 경인선 부설권, 하와이 이민 등 미국의 이권 획득에도 적극 개입하였다.

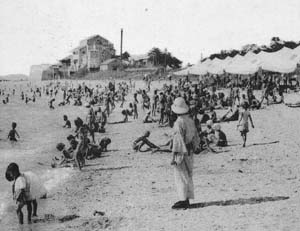
1920년대 월미도 해수욕장

1923년 남만주철도회사 경철국(京鐵局)이 13만 엔의 경비를 들여 월미도에 3천명 수용 규모의 해수조탕(海水汐湯)을 짓고 관광지를 조성하였다. 월미도와 육지를 콘크리트 도로로 연결하였고, 유원회사를 차려 자본 30만 엔으로 약 7,00평의 땅 사들여 여관, 임대별장, 간이식당, 매점 등을 차리고 월미도 북쪽과 남쪽에 해수욕장을 개설하였다. 1920년대에 들어 여름이면 납량열차가 운행되어 수 많은 인파가 월미도로 밀려들었다. 1930년에는 송도에 유원지가 추가로 건설되었다. 1930년대 월미도는 서울 인근의 대표적인 휴양지였다. 비행사 장덕창(張德昌)이 수상 비행기를 몰고 와 소월미도 해상에 내려앉아 전국적인 화제를 낳기도 했다. 월미도 유원지는 훗날 한국전쟁 와중에 파괴되었다. 당시 발행되던 잡지 《개벽》 제48호에서는 〈전에 없던 명승〉이란 제하의 기사에서 월미도 유원지에 대해 “이것을 보고는 웃는 사람도 잇고 아니 눈물짓는 사람도 만타. 風光이 제 아모리 絶佳하단덜 구경은 口敬이다. 아마도 其中에 웃는 사람들은 배불니 먹고 뒤짐지고 八字거름으로 그니는 그네들이 아니고 누구이랴 ”하고 평가하였다.
1914년 4월 행정 구역 개편에 의해 부군면이 통합되어 인천부의 판도는 종래 10개 면 가운데 부내면 전역과 다소면 일부만이 편입되고 나머지는 신설된 부천군에 흡수되었다. 이 때 경기도 고시 제8호에 의해 정해진 인천부의 정·리(町里) 명칭이 대거 일본식으로 바뀌었다. 1936년 10월 1일 조선총독부는 부천군 다주면과 문학면의 일부를 병합하여 부역(府域)을 확장하였다. 그 결과 인천부는 인구 10만 3백3명, 총면적은 27.123km로 전보다 약 4배가 권역이 늘어나게 됐다. 이 때의 행정 구역을 보면 본정(本町), 중정(仲町), 궁정(宮町), 욱정(旭町), 빈정(濱町), 해안정(海岸町), 항정(港町), 산수정(山手町), 송판정(松坂町) 등으로 일본식 지명이 눈에 띄게 늘어난 것을 알 수 있다. 인천에는 지금도 송도와 같은 일본식 지명이 남아있다.

## 해방정국

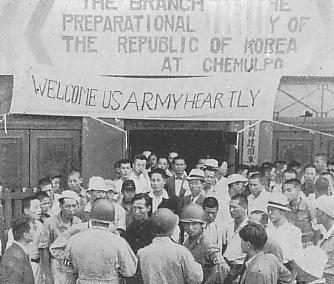
미군을 환영하는 현수막을 내건 제물포 건국준비위원회

제2차 세계대전이 끝나고 일본 제국이 패망하자 한국은 해방을 맞았다. 일본의 패망 직후 여운형을 중심으로한 독립운동가들은 건국준비위원회를 결성하고 독립을 준비하였다. 건준 인천지부는 1945년 8월 25일 경 시내 영화극장(현 인형극장)에서 주로 조봉암∙이승엽과 인연이 있는 양곡업계 인물들과 일제 때부터 좌익사상을 가지고 있던 사람들을 중심으로 결성한 것으로 알려지고 있다. 건준 인천지부는 광복 직후 인천을 대표하는 정치조직으로 활동하였다. 조봉암은 자신을 따르는 청년들을 규합하여 일제 때 인천경찰서에서 유도 교관을 하던 이임옥을 중심으로 인천시내 경동 애관극장에서 보안대를 결성하였다.
1945년 9월 2일 일본이 공식적으로 항복 문서에 서명하였고, 9월 8일 미군이 인천을 통해 상륙하였다. 상륙전 미군 사령관 더글라스 맥아더는 〈포고령 1호〉를 발표하여 “점령군에 대해 반항하는 자는 엄벌에 처한다”고 경고하였다. 미군은 인천을 상륙하면서 한국을 적지로 여겼다. 인천은 집배원등 필요한 인력을 제외한 모든 사람의 통행이 금지되었고, 환영행사도 금지하였다. 인천항에 미군을 환영하기 위해 나갔던 사람들은 일본 경찰로부터 총격을 받기도 하였다. 분노한 시민들이 발포책임자를 잡아 미군에 넘겼으나 미군은 무죄방면하였다. 이 발포로 일제 시기 동안 노동운동과 항일운동에 헌신하였던 인천노동조합 위원장 권평근이 조준사격을 받고 즉사하였다. 미군정은 상륙 당시의 사건에 대해 별다른 반성을 하지 않았으며, 이후 수립된 대한민국 정부도 이에 대해 별다른 조치를 취하지 않았다. 미군은 처음부터 일본의 통치기구를 존속시키길 희망했다. 패전으로 공포를 느끼던 친일파는 곧바로 자신의 업무를 계속하였고, 그해 쌀 수확량의 20%가 일본으로 밀반출되었다. 미군정은 건준을 인정하지 않고 일제의 경찰이었던 사람들을 대부분 다시 경찰로 채용하였다.
인천은 1920년대부터 지속되어 온 노동운동으로 좌익 세력이 강한 지역이었다. 해방이후 조선노동조합전국평의회(전평)가 건립되자 인천에는 전평 인천지부가 만들어졌다. 한편 우익인사였던 한국민주당의 간부 유창호는 부두 노동자들을 규합하여 우익 노조인 인천자유노동조합을 만들었다. 전평이 미군정에 의해 불법화 되는 사이 1946년 대한노총이 만들어지자 인천자유노동조합은 대한노총의 인천지부로 재편되었다. 해방정국 시기 인천 노동조합의 대부분은 전평을 지지하였다.
1946년 9월 전평은 전국총파업을 벌였다. 전평의 총파업은 군정 당국에 의해 불법으로 규정되었을 뿐만 아니라 우익 단체들에 의한 백색 테러의 표적이 되기도 하였다. 김두한 등의 인물들이 활동하였던 우익 단체는 노동자들에게 린치를 가하는가 하면 살해 후 암매장을 하기도 하였다.
해방 정국 속에서 인천 사회는 각계의 활발한 활동이 있었다. 인천의 최초 한글 신문인 《대중일보》가 1945년 10월 7일 창간되었고, 지역 영화인들이 《심판자》(1949년), 《사랑의 교실》(1950년)과 같은 영화를 제작하기도 하였다.

## 한국전쟁

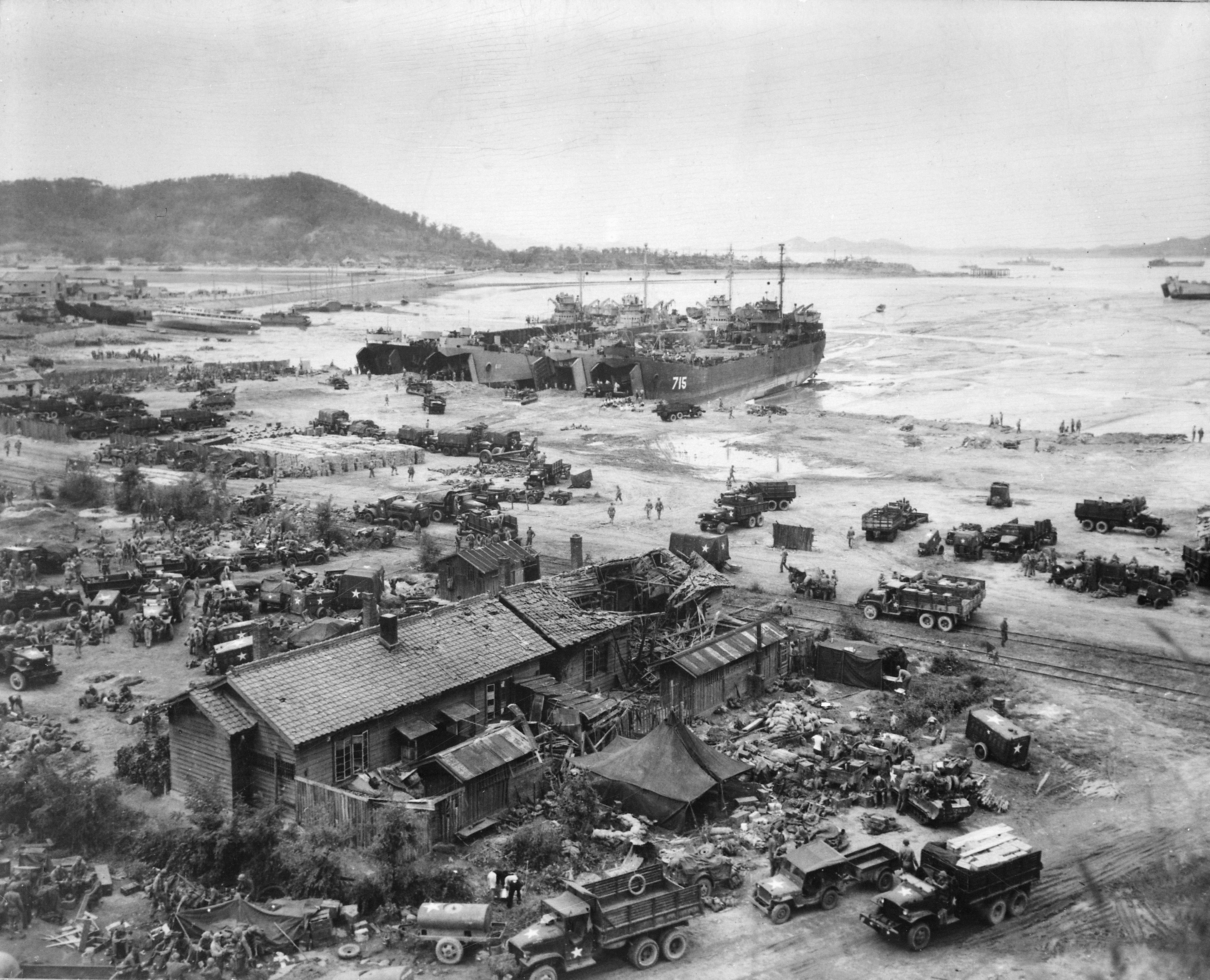
인천상륙작전 후 미군이 상륙정을 정박하여 상륙하는 모습.

1950년 6월 25일 조선민주주의인민공화국의 전면적인 남침으로 한국전쟁이 시작되었다. 전쟁을 일으킨지 3일만에 서울을 함락한 조선인민군은 7월 4일 인천을 점령하였다. 인민군의 진격이 임박하자 대한민국 정부는 인천지역 보도연맹원을 모아 학살하였다. 미국 국립문서기록관리청의 기록에 따르면 “1950년 6월 29일 인천에서 한국경찰이 400여 명 이상의 주민을 학살하였다”고 미 8군이 극동사령부에 보고하였다. 한편, 인천을 점령한 인민군은 군경 및 우익단체 15명을 학살하였고, 100여명의 우익인사를 인천경찰서 유치장에 구속하였다.
미군과 한국군은 전세 역전을 위해 인천상륙작전을 감행하였다. 상륙에 앞서 미군은 6월에서 8월사이 인천의 곳곳을 폭격하였다. 이 폭격으로 많은 민간인이 희생되었다. 특히 폭격과 함포사격이 집중된 곳은 월미도로 상륙지점을 위장하기 위한 조치였다. 인천상륙작전에 앞서 시행된 위장 포격과 네이팜탄 폭격으로 월미도는 초토화되었고 그곳에 살던 80여 가구의 주민들 가운데 상당수가 죽었다. 1950년 9월 15일 2차례에 걸친 상륙작전이 실시되었고 이튿날 해안 교두보를 확보하였다. 인천상륙작전으로 한국전쟁의 전세는 역전되어 인민군은 북으로 후퇴하였다.
인민군이 물러간 뒤 인천을 수복한 대한민국 해군은 부역자 색출을 명목으로 수십명을 학살하였다. 또한, 1950년 10월 강화도에서 인천 앞바다에 이르는 바다에 강화도 교동도 김포 등지의 부역혐의자와 가족, 월북혐의자의 가족 약 200명을 학살하여 수장하기도 하였다.
한국전쟁으로 인천은 큰 타격을 입었고 다수의 난민이 발생하였다. 또한, 월남한 사람들의 다수도 인천에 정착하여 인천의 여러곳에 판자집촌이 형성되었는데 송현동 수도국산 인근의 달동네가 대표적이다. 1953년 간행된『인천시세일람』에 따르면 1952년말 인천의 구호대상자는 131,128명으로 당시 총인구 256,751명의 51.1%나 되는 막대한 수였으며 이 구호대상자 가운데 원주민이 67,695명으로 51.6%였고 피난민이 63,433명으로 48.4%였다.

## 현대

### 산업화

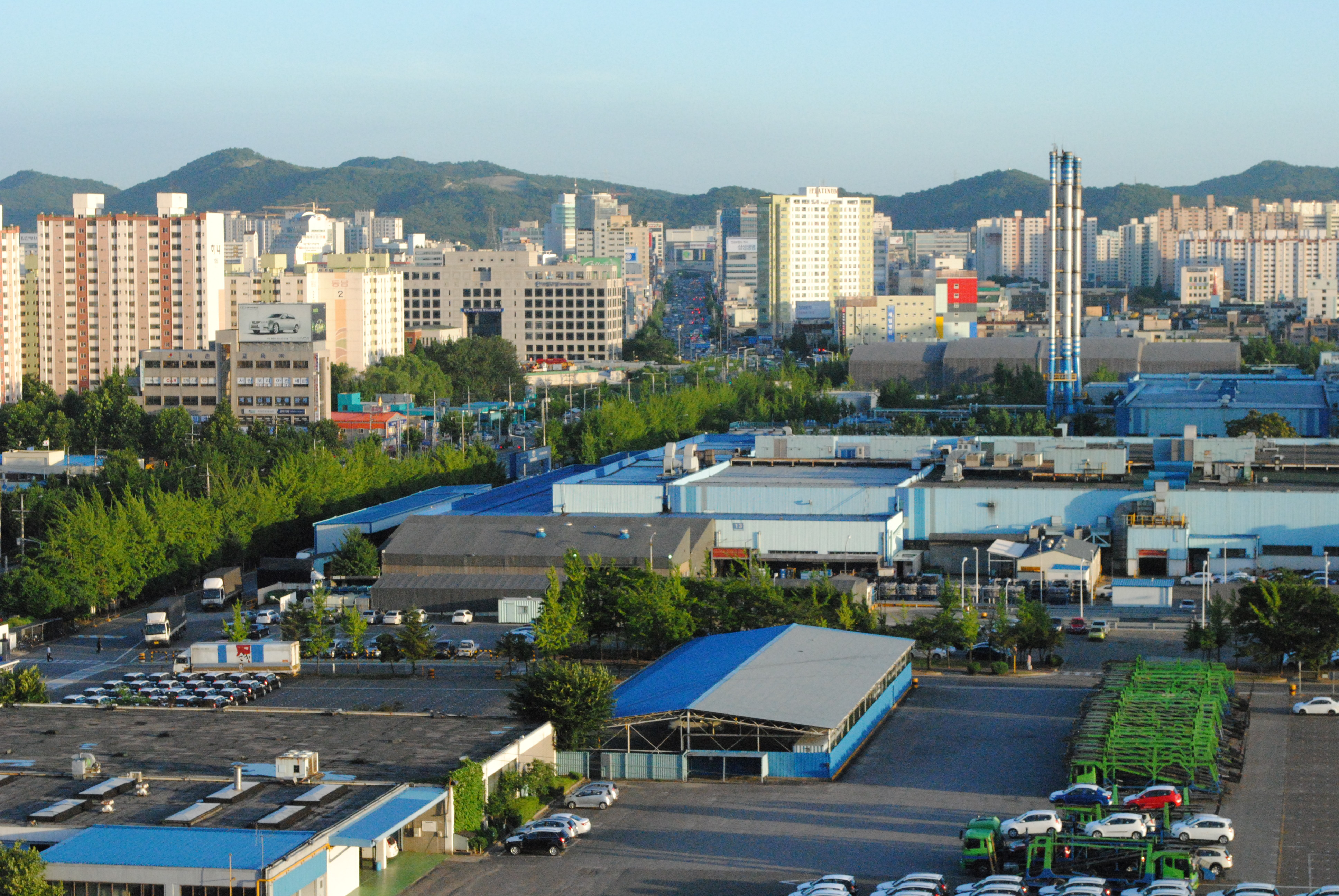
부평구 주요부. 앞에 보이는 공장이 한국GM이다.

1955년 일제 시대 지어진 부평 자동차 공장(오늘날 한국GM 자리)에서 미군 지프차의 부품을 재사용하여 국제차량제작 시발을 만들었다. 하지만 1957년 정부의 보유차량대수 제한조치로 타격을 입고 1964년 생산을 중단하였다. 부평의 자동차 산업은 이후 새나라자동차, 신진자동차공업, 새한자동차, 대우자동차, 한국GM을 거쳐 계속되었다. 1960년대 이후 대한민국 정부는 수출주도형 경제 계획을 수립하고 공업화 정책을 추진하였다. 인천은 서울에 인접한 주요한 항구로서 대규모 공업단지 조성과 함께 수출 단지로서 육성되었다. 1965년 인천수출산업공단이 설립되었고, 1969년부터는 주안기계공업단지가, 1970년부터는 인천 비금속공업단지가 조성되기 시작하였다. 이로서 인천은 제조업 중심의 도시가 되었다. 1970년대 후반부터 정부는 중화학공업 육성을 추진하였고, 이에 따라 제조업 내에서 경공업의 비중이 현저히 감소하는 대신, 중화학공업의 비중이 급속히 증가하기 시작하였다. 인천도 동일한 변화를 겪게 되어 1980년대에 남동공업단지가 조성되었다. 남동공업단지에는 1980년대 중반 이후 인천의 용도지역 부적격업체 650여개를 포함한 수도권 내 이전대상 1,800여 업체가 연차적으로 입주하였다. 입주대상 대다수는 석유화학 및 조립금속 등의 중화학업체였다.
인천의 연안은 원래 갯벌이 넓게 발달한 지역이나 산업단지의 건설로 많은 간척이 이루어져 해안선이 크게 변화하였다. 가장 많은 간척이 이루어진 시기는 중화학공업을 육성한 80년대로 인천 간척지의 46.2%가 이 때 형성되었다. 간척지는 산업 용지와 주거 용지로 사용되었으며, 서구, 연수구, 중구는 도시 용지 중에서 50% 이상이 간척으로 새롭게 건설된 땅이다. 계속되는 간척으로 인천 앞바다의 갯벌을 생계 터전으로 삼고 있었던 어촌계는 하나 둘 문을 닫았다.
1997년 대한민국의 IMF 구제금융 요청은 인천경제에 막대한 타격을 입혔다. 1997년 7월 인천의 실업률은 9.5%(약 104,000 명)에 달했다. 인천지역 제조업 매출의 25%를 차지하는 대우자동차가 사실상 부도상태에 놓이게 되었고 이로 인하여 구조조정이란 이름으로 대규모 해직이 일어났다. 2001년 대우자동차는 두 차례의 희망 퇴직 끝에 1,750명을 해고하였고, 한국GM에 매각되었다.

### 교통의 확충
산업화로 인천항의 물류량이 급증하자 1965년 제2도크 공사를 시작으로 인천항은 계속하여 확장되어왔다. 1974년 총사업비 149억 8,500만원이 든 제2도크가 완공되었고, 1985년에는 5만톤급 갑문 1기를 증설하였으며, 2004년에는 인천 남항이 개장하였다. 인천항은 여전히 확장 중으로 2009년 신항 1단계 공사로 컨테이너터미널(6선석) 공사가 시작되었다.
경인선 역시 확장을 계속하여 1960년 복선화가 되었고 1974년 전철화되어 서울지하철 1호선에 연결되었다. 오늘날 경인선은 도시의 확대로 지하화가 추진 중이다. 경인고속도로는 1967년 착공하여 1969년 인천항에서 가좌 나들목 구간이 개통되었다. 경인고속도로 개통으로 서울과 인천 사이의 심리적 거리는 한결 가깝게 되었다. 서울과 인천 사이의 교통망 확충으로 인천은 서울과 기능적 통합을 이루게 되었고 시가지 확대로 서울-부천-인천이 연속적인 시가지를 구성하게 되었다. 인천의 도시성장 방향은 서울 및 주변도시와 연계되는 고속도로∙산업도로, 그리고 전철노선을 따라 인구가 집중되었다. 1999년에는 인천 도시철도 1호선이 개통되었다.
인천국제공항은 1992년 공사가 시작되어 2001년 1단계 공사 준공을 하였다. 인천공항은 개항 원년인 2001년 공항 이용객수가 1,454만명에 불과했지만 이후 연평균 6.4%의 성장세를 보였다. 2014년 8월 누적 여객수 4억명을 돌파하였다. 인천국제공항과 인천을 연결하기 위해 총 연장 4,420m의 영종대교와 총 길이 21.38 km(다리 길이 12.34 km)의 인천대교 가 세워졌다.
강화도에는 1970년 갑곶과 문수산성 사이에 강화대교가 놓였다. 차량 통행이 크게 늘자 1994년 제2강화 대교인 강화초지대교가 착공되었다. 민자유치사업으로 진행된 초지대교는 중도에 건설사 부도로 공사가 중단되었다가 2002년 8월 개통되었다.

### 성장의 그늘

#### 기지촌
| “ | 내이름은 순이랍니다 하지만,여기서는 에레나에요 그냥그냥 18번이라고 부른답니다. | ” |
|   | — 박대림 작사 정종택 작곡 〈내 이름은 순이〉                                   |   |

한국전쟁이 끝난 뒤에도 오랫동안 인천 곳곳에는 미군이 주둔하고 있었다. 일제시기부터 형성되었던 유곽은 미군을 상대로 ‘기지촌’으로 탈바꿈하였다. 미군부대에서 얻어 온 노란 페인트를 칠한 기지촌은 ‘엘로우하우스’라고 불렸다. 정부는 기치촌 업소를 직접 관리하기도 하였다. 1963년 4월24일치 인천신문 3면에는 “인천시당국은 유엔군 전용 간이특수업소의 시설을 개선하도록 하라는 경기도당국의 지시에 따라 시내 18개소에 대하여 6월30일까지 시설을 개선하도록 조치할 것”이라는 기사가 실렸다. 기지촌 여성 태반이 미성년자이고 인신매매당한 사람들이라는 사실에 대해 국가는 애써 눈을 감았다. 미군기지가 있는 곳엔 어김없이 기지촌이 세워졌다. 당시 만들어진 대중가요 중에는 이른바 “양공주”, “양색시”라 불리던 미군 상대 성매매 여성을 주인공으로 내세운 것이 만들어지기도 하였다. 부평 미군기지가 있었던 백마장(산곡동)도 미군을 상대하던 대표적인 집창촌이었다. 2008년 산곡동의 6만평 부지를 차지하고 있던 미군 부대 캠프 마켓이 주민들의 오랜 반환 운동으로 이전될 때까지 집창촌이 있었다가 미군이 떠난 후 아파트 단지로 변하였다. 2000년대 이후 기지촌에서 일하는 한국인 여성이 급감하자 업주들은 외국인 여성을 고용하여 새로운 문제가 되었다. 2007년 당시 기지촌에서 일하는 외국인 여성의 월급은 48만원 정도였고 성매매를 강요받았다.

#### 공장의 불빛
1970년 공업화 과정에서 정부 정책은 성장에 초점이 맞추어져 노동자의 처우와 인권은 도외시 되었다. 일제 강점기 때부터 운영되어온 동일방직에서 1976년부터 1979년 사이에 있던 노동조합 와해 탄압 사건은 정부가 노동자를 어떻게 대하였는 지를 보여주는 상징적인 사건이다. 1976년 당시 동일방직의 종업수는 모두 1천 3백 70명으로, 그 가운데 남성근로자가 약 3백명, 여성근로자는 1천명에 가까웠다. 섬유산업 특유의 현산으로 여성근로자가 압도적이었다. 그러나 동일방직 노동조합은 남성중심으로 운영되는 어용노조여서 여성노동자를 보호하지 않았다. 동일방직 여성노동자들은 노동조합의 민주적 운영을 위해 단결하여 1972년 지도부를 여성으로 교체하였다. 동일방직 여성노동자들은 하루 12시간 이상 기계 소음에 시달리며 일해야 하였고, 1967년 한 달 평균 임금은 3,000원에 불과 하였다. 그해 근로자 평균임금 8,324원의 3분의 1도 안되는 저임금이었다. 이러한 저임금 장시간 노동은 70년대 내내 계속되었다. 초대 주길자 위원장을 시작으로 1975년 이영숙, 1978년 이총각 등 민주적인 집행부가 계속하여 노동조합을 장악하자 중앙정보부가 개입하여 노조 와해공작을 벌이기에 이르렀다. 이 과정에서 1976년 7월 26일 회사와 중앙정보부 사주를 받은 노조 반대파가 물리력을 동원하여 노조를 와해시키고자 하였다. 이에 맞서 항의 농성을 하던 여공들은 경찰이 강제해산을 시도하자 옷을 벗어 저항한 '알몸시위 사건'을 벌였다. 이어 1978년 2월 21일 노조 대의원 선거일에는 새벽에 밤샘작업을 마치고 투표를 하려고 줄을 지어 나오고 있는 조합원을 향해 반대파 조합원들이 똥물을 투척한 소위 '똥물 사건'이 벌어졌다. 이후 중앙정보부 지시에 의해 1978년 4월 1일자로 동일방직 노동조합 간부와 조합원 124명이 강제해고되어 민주적 노동조합은 와해되고 말았다. 해고된 노동자들은 블랙리스트에 올라 재취업을 할 수 없었다. 2010년 2월 대법원은 동일방직 노조사건 피해자가 국가를 상대로 낸 손해배상 청구소송에서 국가는 피해자 개인에게 2천만원을 배상하라는 판결을 내렸다.

### 정치

1959년 8월 1일자 조선일보.

해방 이후 반민특위가 설치되어 친일파를 척결하고자 하였으나 실패하였다. 강화출신의 대표적인 친일파 갈홍기는 1938년 인천기독교연합회에서 서무를 맡으면서 학병을 독려하는 등 친일 행위를 하였으나 반민특위의 처벌을 받지 않은 것은 물론 이승만 정권에서 외무부 차관, 공보처장 등을 지냈고 박정희 정권에서는 말레이시아 대사를 역임했다. 갈홍기는 66년 말레이시아 대사를 끝으로 은퇴한 뒤 89년 사망하였다.
1959년 독립운동가이자 해방후 진보당을 세우고 민주주의를 위해 노력하였던 인천 출신의 대표적인 정치인 가운데 한 명인 조봉암이 진보당 사건으로 사형을 당했다. 조봉암은 강화도 강화읍 출신으로 일제 강점기 시절 사회주의 운동가로서 독립운동에 투신하였고 해방후 공산주의와 단절하고 좌우를 아우르는 중도적 정치 노선을 취했다. 이승만 정권은 자신들의 독재에 항거하는 조봉암에게 간첩 누명을 씌워 사형하였다. 조봉암이 간첩으로 몰린 가장 큰 이유는 평화통일을 주장하였다는 것이다.
1960년 3·15 부정선거가 일어나자 3월 19일 인천공업고등학교(오늘날 인천기계공업고등학교) 학생들이 시위에 나섰다. 이후 4·19 혁명이 진행되는 동안 인천에서도 학생을 중심으로 시위가 확산되었다. 그러나, 이듬해 일어난 5·16 군사 정변으로 대한민국은 오랜 군부독재를 겪게 되었다. 1973년 유신에 반대하는 제자들을 감싸던 인천 출신의 최종길 서울대 법학과 교수가 간첩 혐의를 받았다. 최종길은 10월16일 중앙정보부로 스스로 걸어 들어간 지 사흘 만에 사망하였다. 중앙정보부는 스스로 투신 자살하였다고 발표하였다. 1974년 12월10일 세계인권선언일을 맞아 천주교정의구현사제단은 최종길이 고문끝에 숨졌다고 폭로하였다.
1987년 오랜 군부독재를 끝내기 위해 6월 항쟁이 전국적으로 확산되었다. 6월 10일 인천에서도 부평역 앞 광장을 비롯한 여러 곳에서 집회가 있었다. 6월 항쟁 이후 인천에서는 여러 시민 사회 단체가 결성되었다. 6월 항쟁에 이어 발생한 노동자들의 투쟁은 민주노조 운동으로 이어졌다. 노동부 통계에서는 87년 7월부터 3개월간 인천지역에서 발생한 파업은 220건, 파업 참여 인원은 104,590 명으로 집계하고 있다. 1988년 6월 18일 효성동성당에서 창립한 인천지역노동조합협의회는 훗날 전국노동조합협의회와 전국민주노동조합총연맹으로 이어졌다. 1989년에는 참교육을 내걸고 전국교직원노동조합이 창립하였으며 인천지역에서는 238명이 조합원으로 가입하였다. 이 가운데 39명은 노동조합 설립을 이유로 해직되었다.
1987년 민주화 운동의 결과 5·16 군사 정변 이후 폐지되었던 지방자치제도가 부활하였다. 그러나, 노태우 정권은 약속하였던 지방자치선거를 계속하여 미루었고 정권이 바뀐 1995년 6월 27일이 되어서야 첫 지방자치선거가 이루어졌다. 인천에서는 총 유권자 1,551,925명 중 962,791명이 투표에 참가하여 62%의 투표율로 민자당의 최기선 후보가 첫 민선 시장에 당선되었다.

### 도시화와 행정구역 확장

인천의 확장

산업화의 영향으로 인천은 점차 거대 도시로 변모하였다. 도시화가 진행됨에 따라 곳곳에 대규모 아파트 단지가 들어섰다. 1970년 이후 인천의 인구 변화는 아래의 표와 같다.
| 년도 | 남        | 녀        | 인구수    | 전국 인구수 |
| ---- | --------- | --------- | --------- | ----------- |
| 1970 | 325,236   | 320,777   | 646,013   | 31,435,252  |
| 1975 | 398,278   | 401,704   | 799,982   | 34,678,972  |
| 1980 | 542,215   | 541,691   | 1,083.906 | 37,406,815  |
| 1985 | 691,447   | 693,469   | 1,384,916 | 40,419,652  |
| 1990 | 914,238   | 902,090   | 1,816,328 | 43,390,374  |
| 1995 | 1,163,419 | 1,140,757 | 2,304,176 | 44,553,710  |
| 2000 | 1,244,327 | 1,222,011 | 2,466,338 | 45,985,289  |
| 2005 | 1,262,612 | 1,255,068 | 2,517,680 | 47,041,434  |
| 2010 | 1,315,562 | 1,316,473 | 2,632,035 | 47,990,761  |

도시의 성장에 따라 인천시는 1981년 인천직할시로 승격되었다. 1989년에는 김포군 계양면과 옹진군 영종도가 인천에 편입되었다. 1995년에는 지방자치법 개정에 따라 인천광역시로 이름이 바뀌었으며, 경기도 관할이던 강화군과 옹진군 및 김포군 검단면이 인천광역시로 편입되었다.

### 최근 사건
2014년 이후 인천과 관련이 있는 사건에는 다음과 같은 것들이 있다.
- 2014년 4월 16일 세월호 침몰 사고: 인천항을 출발해 제주도로 가던 세월호가 침몰하여 많은 사람이 숨졌다.[202]
- 2014년 9월 19일에서 10월 4일까지 2014년 아시안 게임이 인천에서 개최되었다.[203]

## 참고 문헌
인천시 발행 자료
- 인천광역시사편찬위원회 (2003년). 《동북아의 중심지 인천의 역사와 문화》 (PDF). 인천광역시.
- 인천광역시사편찬위원회 (2002년). 《인천광역시사 제2권 - 인천의 발자휘》. 인천광역시.
- 인천광역시 역사자료관 역사문화연구실 (2004년). 《인천역사문화총서 9 - 역주 인천부읍지》. 인천광역시.
- 김윤식 등 (2006년). 《인천역사문화총서 25 - 인천 개항장 풍경》 (PDF). 인천광역시 역사자료관 역사문화연구실.
- 인천광역시 역사자료관 역사문화연구실 (2006년 12월). 《인천역사문화총서 26 - 인천/부평/강화/교동/영종 조선시대 인천지역의 생원·진사시 합격자들》.
- 인천광역시 역사자료관 역사문화연구실 (2006년). 《인천역사문화총서 30 - 인천 경제의 재조명》. 인천광역시.
- 인천광역시 역사자료관 역사문화연구실 (2007년). 《인천역사문화총서 34 - 외국인의 기록으로 보는 인천근대》. 인천광역시., 발간등록번호 54-6280000-003137-10
- 인천광역시 역사자료관 역사문화연구실 (2007년). 《인천역사문화총서 39 - Chemulpo, Jinsen 그리고 인천, 외국인 상업세력과 관련하여》 (PDF).
- 인천광역시 역사자료관 (2008년). 《인천역사문화총서 44 - 인천근대건축의 전개과정》 (PDF). 인천광역시.
- 인천광역시 역사자료관 (2009년). 《인천역사문화총서 54 - 역주 인천과 인천항》. 인천광역시. ISBN 978-89-93590-52-4.

단행본
- 나채훈 박한섭 (2006년). 《인천개항사》. 미래지식. ISBN 89-91359-42-6.
- 윤대영 (2010년). 《마주보는 두 역사, 인천과 하이퐁》. 인천문화재단. ISBN 978-89-92678-19-3.
- 인하대학교 한국학연구소 (2013년). 《인문학시민강좌 03, 근대제국과 만난 인천:충돌과 변화》. 글로벌콘텐츠. ISBN 978-89-93908-70-1.
- 조낙영 외 (2009년). 《인천지역 재정사 연구》. 인천대학교 인천학연구원. ISBN 978-89-96428-42-8.
- 조우성 (2004년). 《인천이야기 100장면》. 인아트. ISBN 89-95553-30-8.
- 이회한 (2008년). 《인천아 너는 엇더한 도시?》. 역락. ISBN 89-55566-35-2.
- 이준한·전영우 (2007년). 《인천인구사》. 인천대학교 인천학연구원.
- 경인일보 특별취재팀 (2001년). 《격동 한세기 인천이야기, 상》. 다인아트. ISBN 89-89014-07-7.
- 경인일보 특별취재팀 (2001년). 《격동 한세기 인천이야기, 하》. 다인아트. ISBN 89-89014-08-5.
- 부르스 커밍스 (2001년). 《부르스 커밍스의 한국현대사》. 창작과비평사. ISBN 89-36482-19-X.
- 김육훈 (2013년). 《살아있는 한국 근현대사 교과서》. 후마니스트. ISBN 978-89-58621-76-8.
- 나카쓰카 아키라 (1995년). 《근대 한국과 일본》. 김승일 역. 범우사. ISBN 89-08020-54-3.
- 강창일 (2008년). 《근대 일본의 조선 침략과 대아시아 주의》. 역사비평사. ISBN 89-7696-702-X.
- 역사학연구소 (2004년). 《함께보는 한국근현대사》. 서해문집. ISBN 978-89-74832-08-7.
- 한상일 (2006). 《아시아 연대와 일본제국주의》. 오름. ISBN 89-77781-48-5.
- 유승훈 (2012년). 《작지만 큰 한국사, 소금》. 푸른역사. ISBN 978-89-94079-65-3.
- 오영태 (1994). “부평지역의 지방행정 체제 변천에 관한 연구”. 《기전문화연구》 22권 (1호).